# JNR série 415
Pour les articles homonymes, voir Série 415.
 (indiquez la date de pose grâce au paramètre date).
La série 415 (415系, 415-kei) (415けいでんしゃ/415 keidensha ou 415系電車) est un type de rames automotrices électrique (EMU), Bi-courantes, utilisées pour les services de banlieue et périurbains japonais, introduites en 1971 (Shōwa 46) par la JNR, et actuellement encore exploitées dans la région de Kyūshū par la JR Kyūshū, les  JR East et West les ayant déjà réformés en date de 2023.
Lors de la privatisation de la JNR, les séries 415 furent héritées par la East Japan Railway Company (JR East) et la Kyushu Railway Company (JR Kyushu).Il existe également des voitures qui ont été modifiées et incorporées dans des formations de série 113 par la West Japan Railway Company (JR West).Il existe également des formations fabriquées par la East Japan Railway Company après la privatisation.
De plus, cet article décrit également les séries de véhicules suivantes qui partagent le même objectif de fabrication.
- Train série JNR 401
- Train série JNR 403
- Train série JNR 421
- Train série JNR 423

## Histoire
À la base, la série 415 est une héritière directe des séries 401. Les Series 401 furent les premiers trains de banlieue doté d'une structure à trois portes à double vantaux et utilisant comme transmission le système d'entraînement à cardan à arbre creux de la JNR.Ce fut aussi le premier train bi-courant AC/DC qui fonctionne directement entre les sections électrifiées AC et DC.en commutant à bord le système d'alimentation. Il a été développé durant la fin des années 1950 et la production a commencé en 1960.
| 50 Hz     | 60 Hz     | Puissance du moteur |
| --------- | --------- | ------------------- |
| Série 401 | Série 421 | 100 kW (MT46)       |
| Série 403 | Série 423 | 120 kW (MT54)       |
| Série 415 |           | 120 kW (MT54)       |

Les différences sont que la série 401 prend en charge le DC/AC 50 Hz et la série 421 prend en charge DC/AC 60 Hz. Les séries 403/423 sont des versions à puissance accrue des séries 401 et 421 fabriquées à partir de 1966 (Showa 41) et la série 423 à partir de 1965 (Showa 40). La série 415 est la symbiose de toutes les séries pré citées car pouvant peut être utilisée à la fois pour DC/AC 50 Hz et 60 Hz .Elle est fabriquée à partir de 1971 .
À la fin des années 1950 , lorsque la série 415 était en plein début de développement, les équipements pour courant alternatif à double usage, 50/60 Hz, tels les transformateurs principaux, les redresseurs principaux et les réacteurs de lissage principaux n'avaient pas encore été pleinement développés . La conception de tels systèmes pour un fonctionnement en bi-courant/bi fréquence était en cours d'installation pour des tests sur des trains. En conséquence avant la fin du développement de la série 415, on ne put unifier toutes les variantes en un seul modèle de train, en raison de la différence de fréquence commerciale sur le 20 kV, ce qui amena a la création de plusieurs séries (401/421 etc..) .
Pour cette raison, les séries 401 et 403 fonctionnant pour AC 50 Hz diffèrent uniquement par le type de véhicule électrique (motrice) par rapport aux les séries 421 et 423 (pour AC 60 Hz) et étant identiques pour ce qui est du reste de la formation. En revanche, la série 415 est différente, reprenant plutôt l'esthétisme du modèle suivant, fonctionnant uniquement pour le courant continu, la serie 111.
Le dépôt de matériel roulant pressenti au moment de la production de la série 415 était le district ferroviaire de Katsuta pour les lignes Jōban et Mito.

## Description
Ici nous parlerons des points communs a toutes les séries. (401/421/403/423/415) Les séries 401 à 423 étant techniquement les modèles dont est issu la série 415 et donc très similaires.

### Extérieure
La carrosserie est une structure semi-monocoque entièrement métallique réalisée par soudage de profilés en acier légers, basé sur la technique utilisée pour construire la série 153, et présentant une section transversale conique d'une largeur de 2,9 m . La longueur de la carrosserie est de 19,5 m de long pour les voitures intermédiaires. La série 415-1500 ,elle, a une carrosserie légère en acier inoxydable basée sur la série 211, la largeur de la carrosserie étant de 2,95 m, ce qui est la largeur maximale pour les véhicules, et la forme transversale est effilée . Considérant leur utilisation pour les déplacements pendulaires, et comme un modèle de banlieue, il avait trois portes de chaque côté, sans marche comme la série 70 , et la porte passager a été nouvellement conçue comme une porte à double vantaux de 1,3 m de large comme la série 101 . De plus, les vitres latérales sont de type coulissantes vertical à deux étages comme la série 101.La série 415-1500, elle est de type coulissante vertical à un étage.
Afin d'assurer la distance d'isolation dans la section a courant alternatif, le montage du pantographe est différent des modèles a courant continu. Une partie est abaissée et transformée en structure.
Le nez des types Kuha 401 et 421 adopte une fenêtre panoramique, similaire à celle de la série 153-0, et dispose d'un porte traversante pour tenir compte du fonctionnement en UM. On disait qu'il avait une "structure de cabine basse", avec un grand pare-brise dans la cabine du conducteur. À Partir de 1962, on adoptera "une structure de cabine haute" avec des fenêtres frontales plus petites, pour prévenir les accidents aux passages à niveau (Seules les séries 153 conserveront le pare brise panoramique à la conception, les autres séries 101-401-421 n'en recevront plus). De plus, des améliorations ont été apportées aux ventilateurs de toit, notamment ceux des séries 403 et 423, pour correspondre au type Kuha 111(de la série 111) fabriqué à la même époque (à partir de 1963).
Le modèle de girouette latérale de destination a été achevé pendant les travaux préparatoires, à l'exception des modèles pour la série 415-1500, fabriquées après la création de JR East (post 1987).D'autre part, l'affichage avant de la destination sur les voitures appartenant à JR East est sur un fond blanc pour des raisons propres à la ligne Jōban (c'est habituellement sur fond noir), qui sera maintenu sur les trains lors du transfert à JR West et JR Kyushu.
La peinture de toutes les séries était à base de rose (rouge no 13) du prototype de voiture préliminaire à la peinture de 1961 (Showa 36), avec de la crème no 1 pour la série 401 et de la crème no 2 pour la série 421 en forme de trapèze inversé sous la vitre avant. Le rouge  no 13 est devenu la couleur standard des trains JNR bicourants (visible aussi sur les séries 45x/47x, ou les locomotives bi-courantes type EF80 par exemple). De plus, pour l'identification de fréquence, la série 401 a une fine bande crème sur la vitre avant du nez, et la série 421 a une bande crème légèrement plus épaisse sur la face latérale de tous les voitures au niveau du bas de caisse.
En 1962 (Showa 37), la bande d'identification de fréquence a été omise et seule la bande blanche sous les vitres avant a perduré.
En août 1983 , le matériel roulant de la ligne Joban a commencé à être repeint avec la crème no 10 (blanc ivoire) et une bande de bleu no 20 (Bleu Shinkansen) pour améliorer son image, jusqu'au printemps 1985,pour l'Expo Tsukuba.
En mars 1986, la série 415-500 nouvellement peinte sur la ligne Joban a été transférée à Kyushu, et au cours de l'été de la même année, la série 423 a été repeinte par le blanc no 3  et une bande de bleu no 20, et la série 713 a été remplacée par crème no 10 et bleu no 20. La couleur de la peinture a été différente à des fins de comparaison, et à partir d'octobre de la même année, la couleur de la bande de ceinture a été changée en bleu no 23, qui a une légère teinte indigo. Quant aux voitures transférées à la JR East en 1987, elles ont continué à utiliser la livrée Joban Line jusqu'à la réforme dans les années 2010's.

### Intérieure

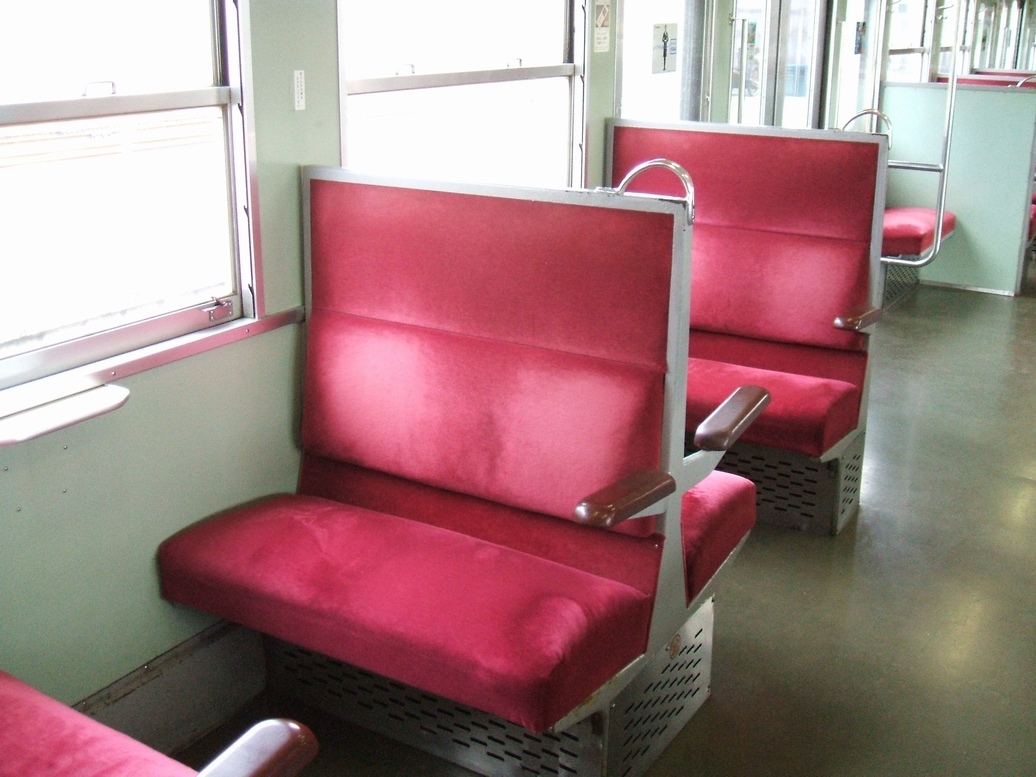
Absence d'acoudoirs coté fenetre pour un gain de place.

La disposition des sièges a également été améliorée sur la base des sièges semi-croisés(transversaux) de la série 70. L'espace entre les portes et l'extrémité de la voiture est un siège longitudinal pour deux personnes. À l'extrémité de la voiture (coté cabine de conduite), il y avait deux ensembles de sièges longitudinaux pour 3 personnes et des "sièges loges"(siège comme dans un avion tournés vers l'avant) pour 4 personnes.
La largeur des allées a été augmentée de 540 mm (sur la série 153) à 860 mm. L'ancien espacement et la largeur des sièges transversaux à 4 places dans les séries 153 étaient étroits et pour améliorer cela, l'accoudoir côté fenêtre a été omis.À partir de la série 415-100, les dimensions et la forme du bloc 4 places transversales étaient les mêmes que ceux des trains express. Des toilettes sont installées. L'équipement de traitement des eaux usées était initialement du type à pulvérisation, puis un type à circulation a été installé. Ces caractéristiques sont devenues pendant longtemps la norme pour les "nouveaux trains de banlieue à hautes performances" .

### Caractéristiques techniques
L'équipement du circuit principal est basé sur la série 101, avec des mesures prises pour éviter les courants pulsés dans la section en courant alternatif . Dans la série 401/421 initialement développée, le moteur principal était du type MT46B, qui était une version améliorée (avec des mesures contre le courant d'ondulation) du moteur à collecteur bobiné de type MT46A , et le contrôleur principal était également du type contrôle a résistance à arbre à cames électrique (combinateur JH pour comparer chez nous), la série 401/421 utilisant le type CS12B (1C8M).Le système de contrôle gère donc 8 moteurs disposés sur 4 bogies des deux motrices côte à côte.
La série 415 est équipée d'un contrôleur principal type CS12G et la résistance principale est également équipée d'un type MR61 de refroidissement à air forcé.
Le système de freinage utilise un frein pneumatique direct a commande électrique.
Étant donné que le pantographe devait avoir une distance de séparation d'au moins 250 mm de la partie sous tension de la caténaire de 20 kV AC, il a été choisi le modèle PS16B, qui avait un châssis et une tuyauterie d'air modifiés par rapport au modèle PS16. Cependant, il a été rapidement remplacé par le type PS16C, en acier inoxydable, pour éviter les dommages causés par le sel et la poussière.
Les bogies sont du type DT21B, qui est le même que la série 101 , pour les motrices , et du type TR64, qui est basé sur le DT21B avec une forme du châssis de bogie modifiée pour s'adapter au véhicule. La série 415-1500 utilise un bogie sans traversin, similaires à la série 211. Les motrices sont équipées du DT50C, et les remorques sont équipées du TR235C, et le premier est équipé d'un frein à bande de roulement et le second est équipé d'un frein à disque.
Les motrices adoptent le système d'unités MM' avec un ensemble de deux motrices indissociables. La voiture M a les équipements tels que le contrôleur principal, la résistance principale et le moteur-générateur (MG) sous le plancher, et la voiture M' a des équipements tels que le pantographe , le commutateur AC/DC, le disjoncteur AC sur le toit, et le transformateur principal sous le plancher. La M' possède aussi un redresseur principal, une batterie d'accumulateurs et un convertisseur AC/DC. Cela permet de dispatcher le poids sur deux voitures plutôt que de tout concentrer sur une seule, alourdissant considérablement la voiture qui nécessiterait un renforcement de la structure (donc plus lourde) a une époque ou la miniaturisation n'est pas à l'ordre du jour. L'air de refroidissement du moteur principal est aspiré par un conduit provenant d'une entrée installée à l'extrémité de la carrosserie du véhicule.
La série 401 est équipée d'un transformateur principal de type TM2, la série 421 est équipée d'un type TM3, la série 403 est équipée d'un type TM9, la série 423 est équipée d'un type TM10 et la série 415 est équipée d'un Type TM14 ou type TM20. La méthode de refroidissement utilise une méthode de refroidissement par air refroidissant une huile. Les types TM2 et TM3 utilisaient une huile isolante ininflammable contenant principalement des PCB, mais comme la pollution environnementale causée par les PCB est devenue un problème, l' huile de silicone a été utilisée dans le type TM20.
Le redresseur principal est un type de pont monophasé redresseur double alternance qui utilise un commutateur en silicium. La série 401 est équipée du type RS1 et du type RS2, la série 423 est équipée du type RS3 et du type RS4, et le La série 415 est équipée du type RS22A. La méthode de refroidissement était autrefois de type air forcé utilisant un ventilateur électrique, mais pour les séries 415-500/700 /1500, elle a été remplacée par le type RS49, qui utilise le vent relatif pour refroidir naturellement.

## Variantes

### Série 401/421
La série 401 a été équipé en système de contrôle pour courant alternatif (et continu) pour circuler entre Toride et Katsuta sur la Ligne Jōban en juin 1961(courant continu entre Tokyo Ueno et Toride).La série 421 a été équipée en courant continu pour la section entre Ogori (actuellement Shin - Yamaguchi) et Shimonoseki sur la Ligne principale Sanyō, et en courant alternatif pour la section entre Mojiko et Kurume sur la Ligne principale Kagoshima . Chacune des séries a eu précédemment une formation prototype de pré-production fabriquées en 1960 pour les tests d'équipements. En 1966, un total de 100 voitures de la série 401 (25 trains de 4 voitures) et 92 voitures (23 trains de 4 voitures) de la série 421 ont été fabriquées.
L'électrification de la ligne Joban n'étant pas terminée au moment des livraisons, la série 401 a été temporairement placée dans le dépôt d'Utsunomiya et des essais ont été effectués sur la Ligne principale Tōhoku . Une fois les tests d'équipement d'électrification terminés, elles ont été transférées au district ferroviaire de Matsudo(actuellement le centre du matériel roulant de Matsudo) , où il a effectué divers tests sur la ligne Jōban, et juste avant le début des opérations commerciales , il a été transféré au district ferroviaire de Katsuta. (actuellement le Katsuta Vehicle Center).
La série 421 a été initialement placée dans le district ferroviaire de Minami-Fukuoka , mais le premier essai de circulation a été effectué sur la Ligne principale Hokuriku , qui avait déjà été électrifiée en courant alternatif 20 kV/60 Hz , puis divers tests ont été effectués à Kyushu (Contemporain a l'exploitation de locomotives a vapeur type C/D, C62 ou D51 par exemple, ce qui devait jurer en termes de progrès.) . Cependant, après le début de l'exploitation commerciale , une série d'accidents se sont produits avec des isolateurs en raison de la contamination causée par le sel et la poussière de l'eau de mer qui adhéraient aux trains alors qu'ils traversaient le tunnel de Kanmon et le long de la côte, de sorte que certains trains ont été forcés de fonctionner tractés par des locomotives.
En 1962, il reçoit le 2e Laurel Award de la Railway Friends Association .

### Composition

#### Serie 401
Moha 401 (M) :
En plus du contrôleur principal, cette motrice intermédiaire est équipée d'équipements tels qu'une résistance principale, un shunt inductif et un moteur-générateur (Convertisseur statique) d'une capacité de 20 kVA et d'une tension de sortie AC monophasée de 100 V AC. La dernière produite (MoHa 401-26) est une voiture modifiée du type Moha 403.
Moha 400 (M') :
Motrice intermédiaire équipée d'équipements à courant alternatif tels qu'un transformateur principal , un redresseur principal en plus d'un pantographe . La zone de montage du pantographe a une structure de toit basse pour assurer l'isolation.
Kuha401 (Tc et Tc') :
Une des remorques avec cabine possède des toilettes. Elles sont équipées d'un compresseur d'air (CP) en raison du manque de place sous le plancher des motrices .
Les premières voitures produites en série, 1 à 22, avaient une structure de cabine basse (avec grandes vitres de cabine de conduite "Big Window"). Initialement, ces 22 voitures n'étaient pas équipées de détecteurs de tension de ligne aérienne, qui ont été installés lors de la deuxième modification lors de la 
production en série qui est à partir de la 23e produite, la position de la cabine de conduite a été relevée également a ce moment.

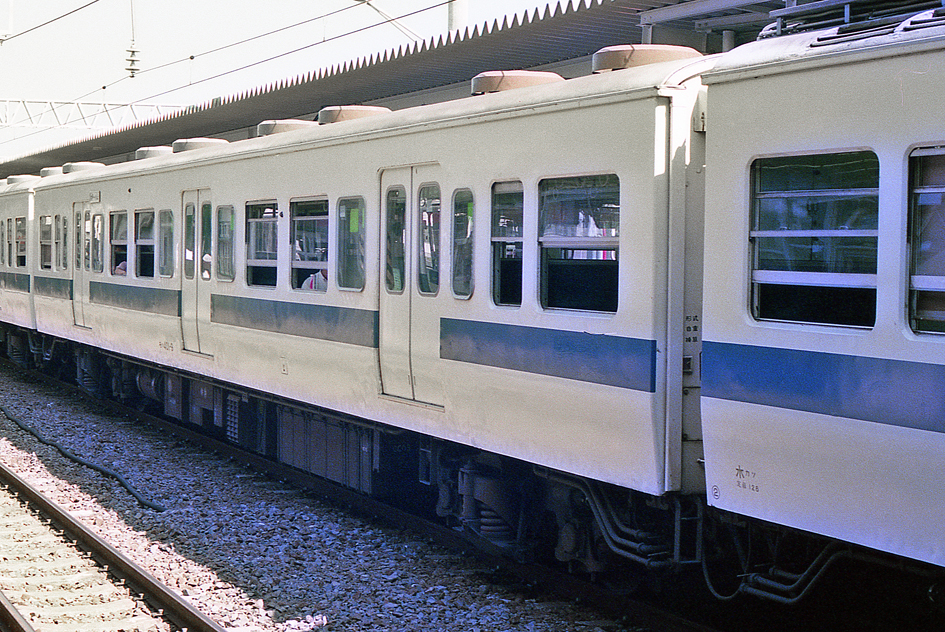
MoHa401-9 Motrice M (9e formation produite)
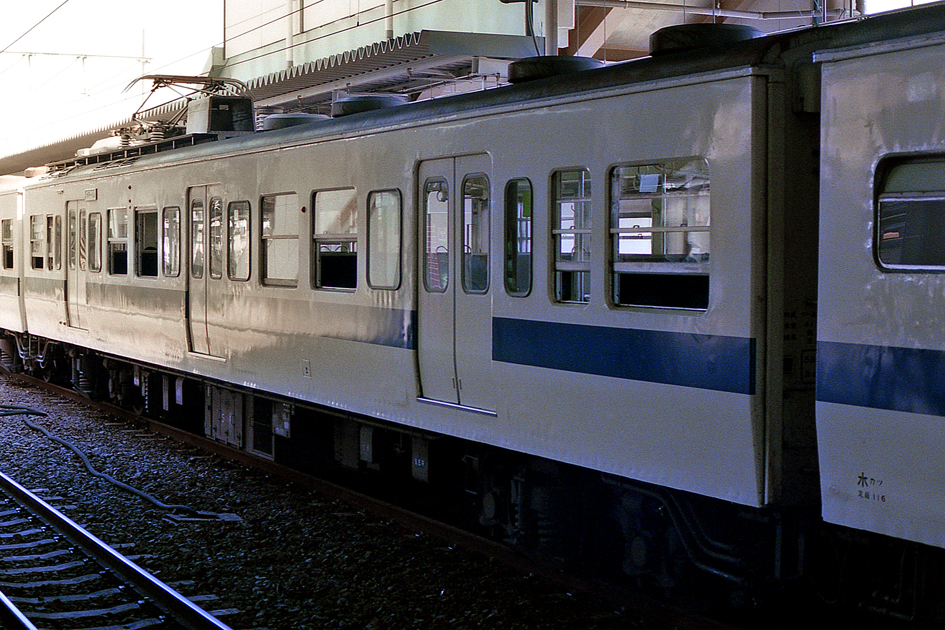
MoHa400-9 Motrice M' (9e formation produite)
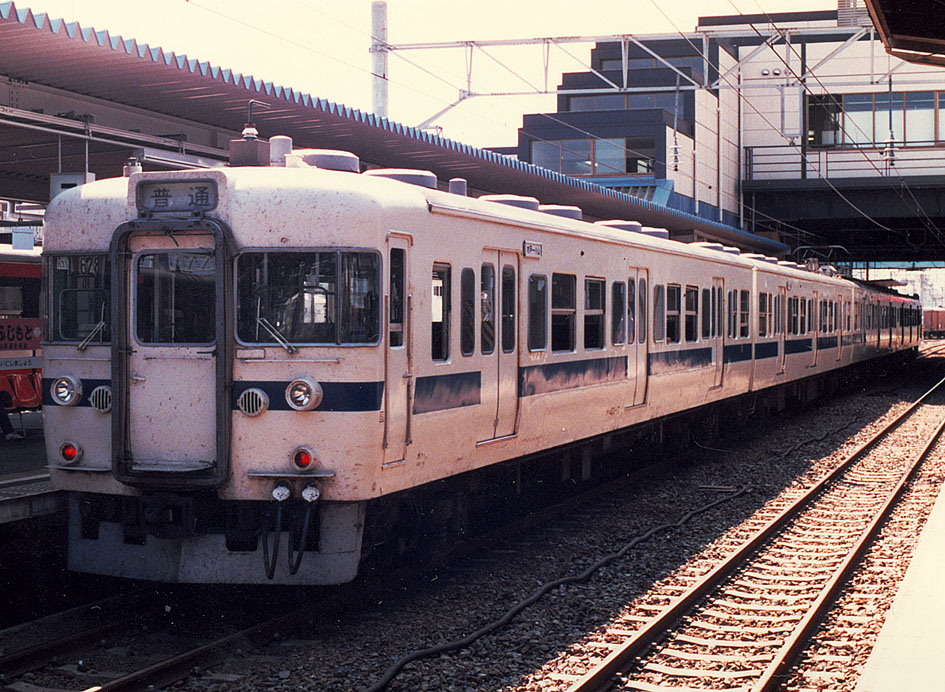
KuHa 401-17 Remorque d'extrémité Tc (17e formation produite)

#### Serie 421
Les équipements sont placés de manière identique à la série 401
Moha 421 (M):
Moha 420 (M'):
Kuha 421 (Tc et Tc') :
Une partie de la production a les fenêtres et la cabine de conduite basse, et les dernières sont a cabine de conduite haute.
Type Saya 420 :
Lors de l'ouverture du Shinkansen en 1961 ,les trains express limités de série 151 abandonnent la Ligne principale Tōkaidō qui ne conservera que du trafic local ou express, pour être sur la Ligne principale Sanyō entre Osaka et Hakata (Kyūshū).Hors la ligne a la sortie du tunnel de Kanmon  passe en alternatif 20 kV 60hZ et les séries 151 sont exclusivement a courant continu. Étant donné que ce serait une situation temporaire (car entre temps il fallait tracter le train par 2 locomotives différentes) on décide d'installer une motrice M' de série 421 dans la formation de la série 151, puisqu'elle a les redresseurs pour circuler sous courant alternatif. Cette composition mixte permet jusqu'en 1965 de faire circuler les série 151 jusqu'à Kyushu grâce a la commutation de la Saya 420. À partir de cette année un matériel bicourant, la série 481 entre en opérations permettant de reformer les séries 151. Les SaYa sont rénovées et injectées dans des formations 421 neuves construites par Hitachi (les seules construites par Hitachi)

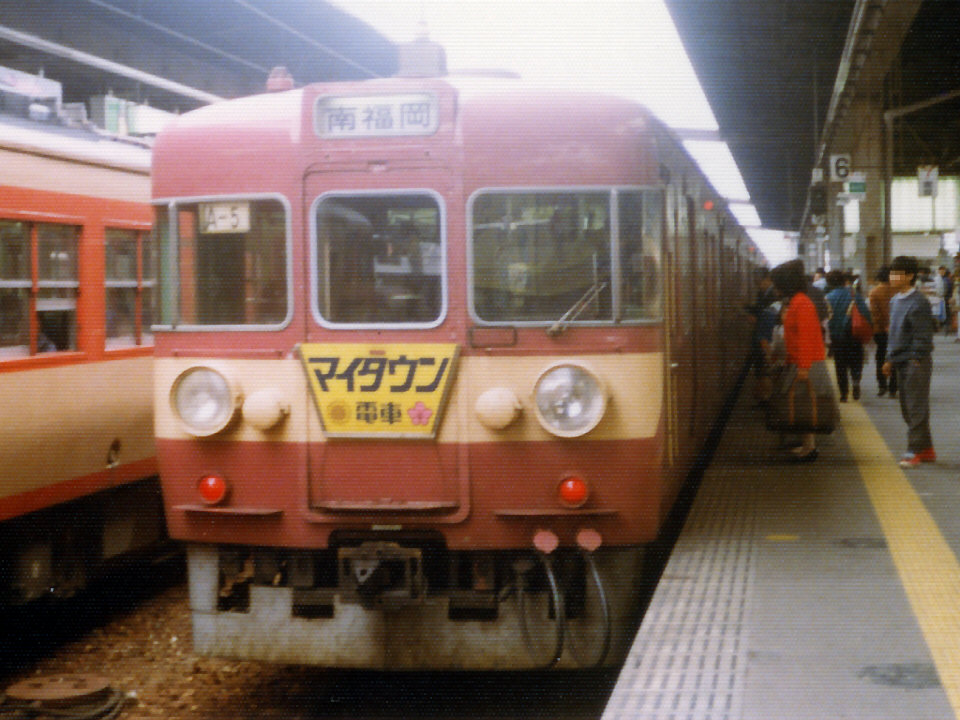
Cabine de conduite basse Série 421
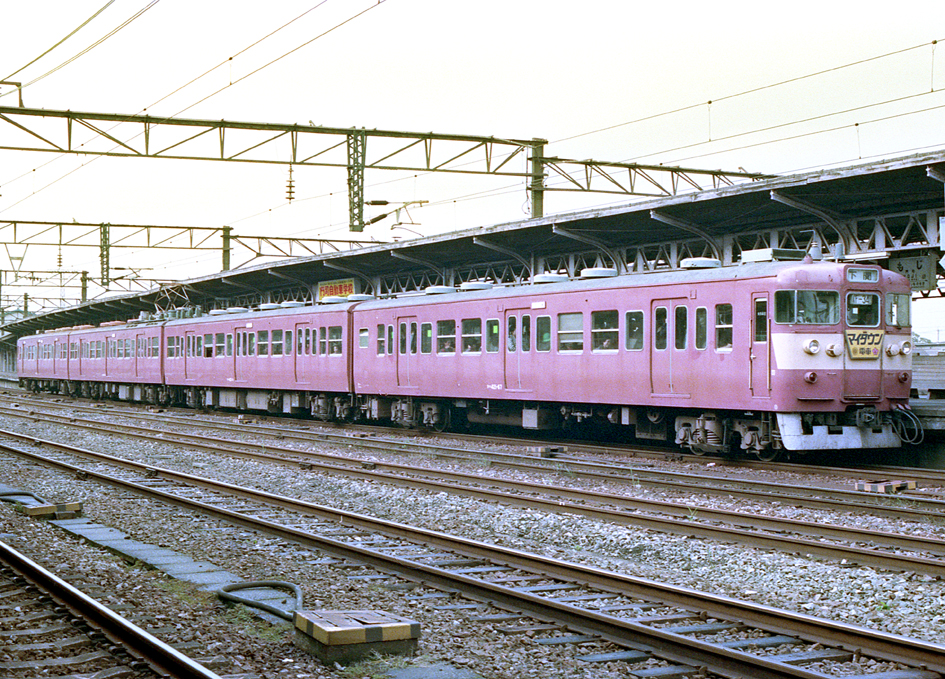
Cabine de conduite haute série 421

#### Reforme
Huit des formations produites de la série 401 ont été démolies le 30 novembre 1978 . La mise au rebut a continué en 1981 .Cela est dû au fait que la Ligne Jōban utilise désormais des trains a 7 voitures pour la formation de base (au lieu de 4).Cela oblige à modifier les formations de série 401 en les reconfigurant. Au moment de la privatisation(1987) , seules 14voitures (2 formations) ont été hérités par JR East.
Ce groupe a été remplacé par la série 415-0 et la série 415-1500, et toutes les voitures ont été démolies en 1991 (Heisei 3).
La mise au rebut des voitures produites en série a commencé en 1986 (Showa 61). Le matériel roulant hérité par JR Kyushu au moment de la privatisation était constitué de sept formations de quatre voitures, totalisant 28 voitures.
Toutes les voitures de ce groupe ont été équipées de la climatisation. Elles ont été remplacées par les séries 811 et 813 , et toutes les voitures ont été démolies de 1993 (Heisei 5) à 1996 (Heisei 8).
À noter que les bogies surbaissés des types Kuha 401 et 421 n'ont pas été hérités par JR et ont tous été mis au rebut en 1987 (Showa 62).

### Série 403/423
Il s'agit d'une série dans laquelle la puissance nominale du moteur principal a été modifiée, passant des 100 kW de la série MT46 installée dans les séries 401 et 421, à la série MT54, qui a une puissance améliorée de 120 kW . La série 403 est compatible avec le courant alternatif 50 Hz et a été affecté aux lignes Joban et Mito . La série 423 prend en charge le courant alternatif de 60 Hz et a été affectée à Minami Fukuoka dans le cadre de l'extension de l'électrification de la gare de Kumamoto sur la ligne principale de Kagoshima.
Par conséquent, la carrosserie et l'équipement intérieur de la voiture sont les mêmes que ceux des séries 401 et 421. Pour les unités MM', la série 403 est devenue le type Moha 403/402 et la série 423 est devenue le type Moha 423/422. Les remorques avec cabine restaient les types Kuha 401 et 421 mentionnés ci-dessus. Dans le même temps, les modifications de conception suivantes ont été mises en œuvre.
- La ventilation du toit du côté conducteur a été remplacé par un type de caisson.
- La capacité du contrôleur principal et de la résistance principale est augmentée en cause de l'augmentation de la puissance du moteur principal.
- La disposition des équipements a été modifiée en intégrant le transformateur principal et le réacteur de lissage principal.
- La disposition des équipements périphériques du pantographe sur le toit est la même que celle des séries 455 et 475.

Comme les séries 401 et 421, elle était composée de quatre voitures(2M2T). Au total, 80 voitures de la série 403 et 30 voitures de la série 423 ont été fabriquées entre 1965 et 1968. Les améliorations suivantes ont été apportées à la 20e formation de la série 403 et aux 29e et 30e formations de la série 423, qui étaient les derniers ajouts.
- Le ventilateur de toit est passé d'un type globe à un type push-in.
- poignée du siège modifiée.
- La porte d'accès intérieur a la cabine est en acier inoxydable.

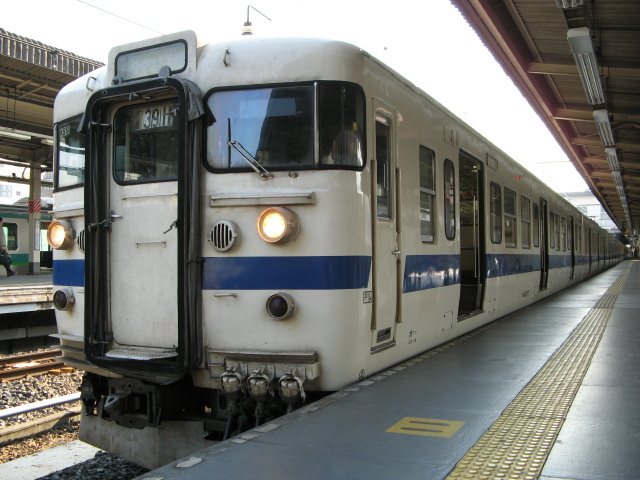
Serie 403 sur la ligne Joban
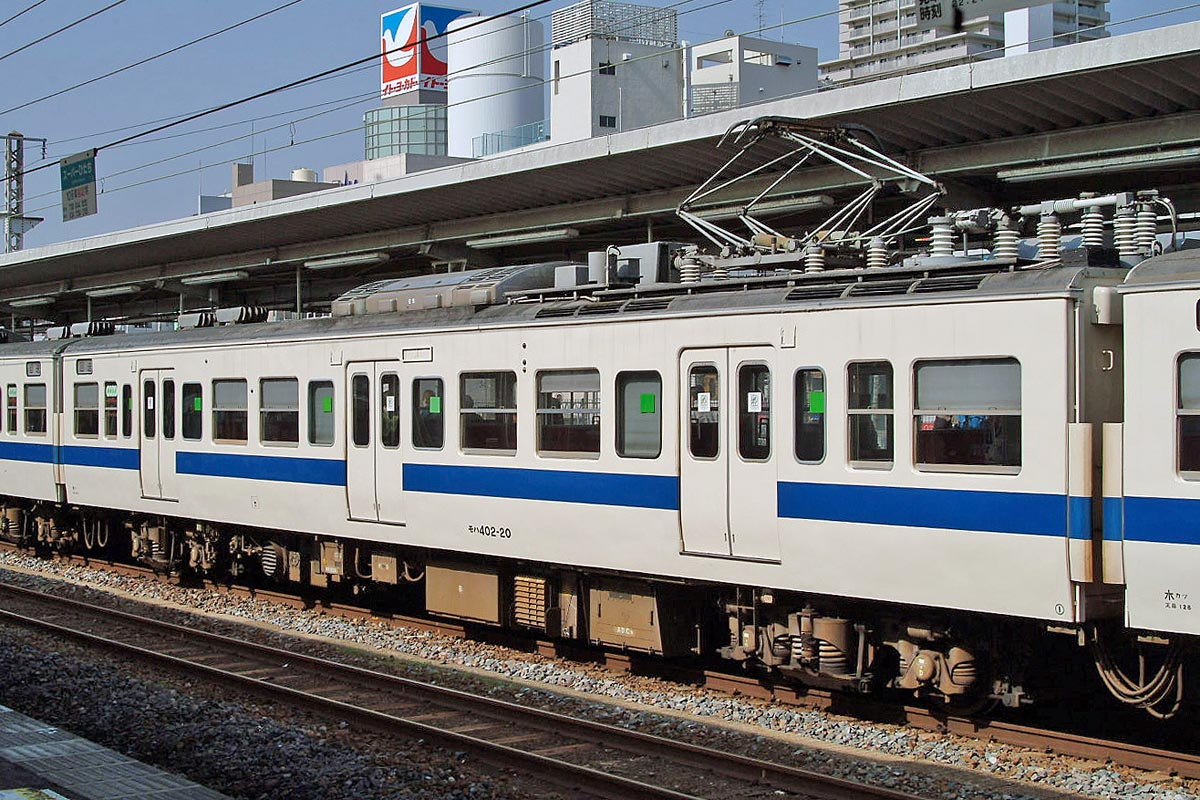
Moha 402-20 est la seule de la série 403 équipée d'un ventilateur push-in.

### Composition
Les Kuha d'extrémité sont numérotées 401 et 421 comme pour les séries précédentes.

#### Serie 403
- Moha 403(M)
- Moha 402(M')

#### Serie 423
- Moha 423(M)
- Moha 422(M')

#### Reforme
Toutes les voitures, à l'exception des trois voitures Moha 402-1, Kuha 401-52 et Kuha 421-43, qui ont été démolies en raison d'un accident, ont été hérités par JR East et JR Kyushu.
De 1990 à 1992 , certaines des voitures de la série 403 qui n'avaient pas été modifiées avec la climatisation auparavant ont été remplacées par la série 415 et la série 415-1500. De plus en 1997, 13 voitures ont été démolies avec l'introduction des voitures de la série E501. Après cela, il n'y a eu aucune réforme pendant un certain temps, mais la démolition a repris en juillet 2005 avec l'introduction de la série E531 et le 18 mars 2007 , elle a été retirée de l'exploitation en raison de la révision du calendrier. Toutes les voitures ont été démolies en 2008 .
La série 423 a commencé à être mise au rebut en 1996 (Heisei 8) en raison de l'expansion de la série 813 , et toutes les voitures ont été mises au rebut en 2001 (Heisei 13).
La cabine du conducteur du Fo49 Kuha 421-97(serie 423) est conservée au sein de l'organisation de préservation des véhicules « Kisha Club » dans la ville de Nogata, préfecture de Fukuoka . C'est la seule voiture conservée de ce type (confirmation par des sources requise).

### Série 415
La production a commencé en 1971 (Showa 46). Le transformateur principal de type TM14 prend en charge les fréquences commerciales de 50 Hz et 60 Hz, ainsi que trois sources d'alimentation, dont l'alimentation en courant continu. Il s'agit d'un modèle qui unifie les séries 401 et 403, qui ne prenaient en charge que le courant alternatif 50 Hz, et les séries 421 et 423 qui ne prenaient en charge que le courant alternatif 60 Hz. En 1991, 488 wagons avaient été fabriqués, 347 wagons en acier et 141 wagons en acier inoxydable.
L'unité MM' était divisée en types 415 et 414.

#### Série 0/300
Cela correspond a la numérotation des éléments des trains ... La série -0 sera attribuée aux motrices MM' (Moha)  et serie -300 pour la remorque avec cabine (Kuha)  qui ont les toilettes et le compresseur. Au total, 77 voitures ont été fabriquées, dont 38 motrices type MM' et 39 voitures de type Kuha 411. Dix trains de 4 voitures ont été déployés dans la zone ferroviaire de Katsuta, neuf trains de 4 voitures dans la zone ferroviaire Minami-Fukuoka et une voiture (unique) de type Kuha 411 pour remplacer un wagon mis au rebut en raison d'un accident. Ce groupe est classé dans les deux types suivants.

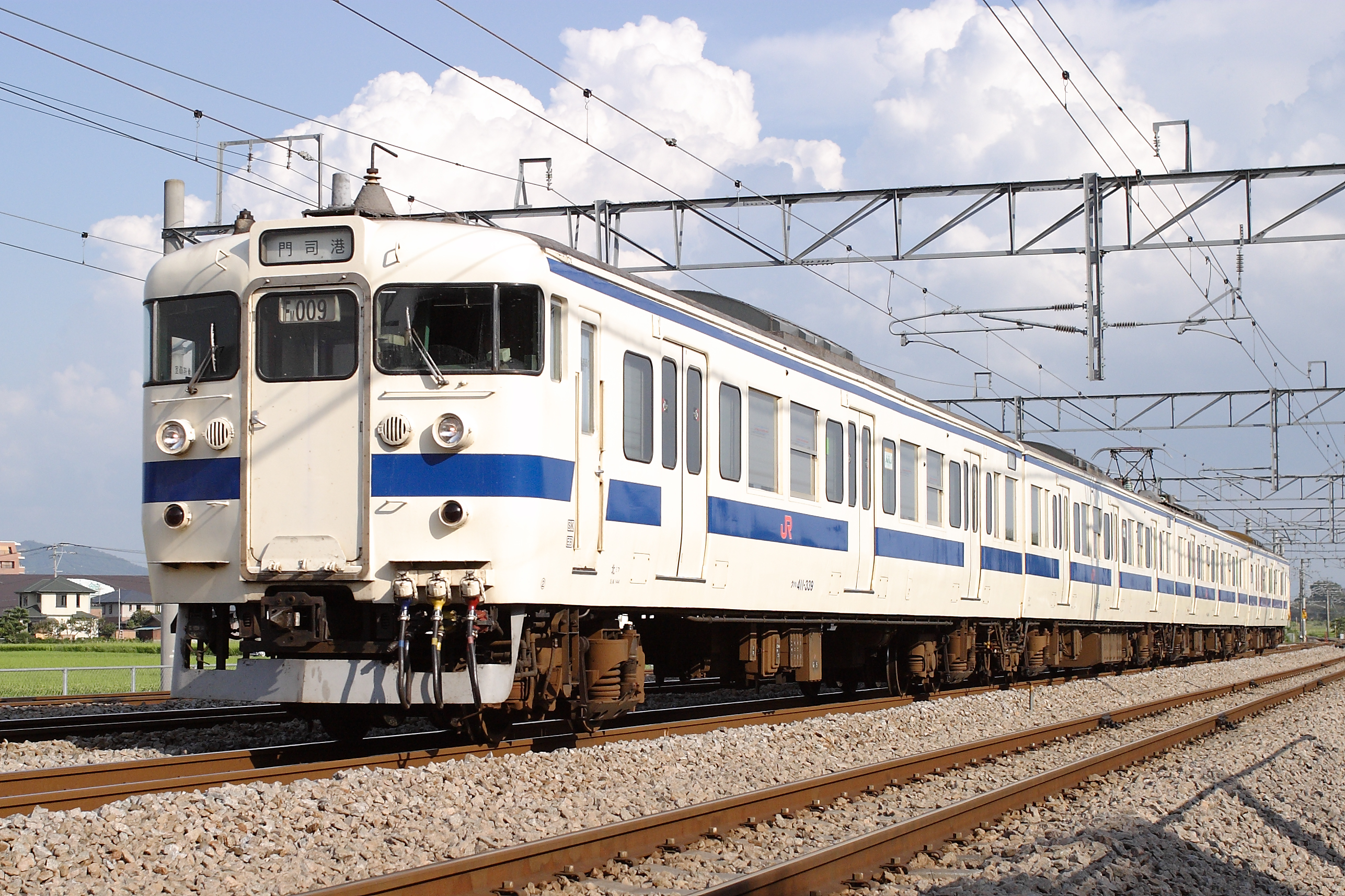
JNR 415-0 affiliée a la JR Kyushu, formation FM9 ,sur la ligne de Kagoshima

- 1971 (Showa 46) Groupe de fabrication de véhicules Tokyu
  - La carrosserie de la voiture est basée sur la série 403 et elle n'était pas climatisée au moment de l'achèvement.
  - La capacité du convertisseur statique installé sous la Moha 415 est la même qu'auparavant, 20 kVA, mais la tension de sortie est passée de 100 V AC monophasé à 440 V AC triphasé.
  - la climatisation sera installée en 1977

- Groupe manufacturier depuis 1974

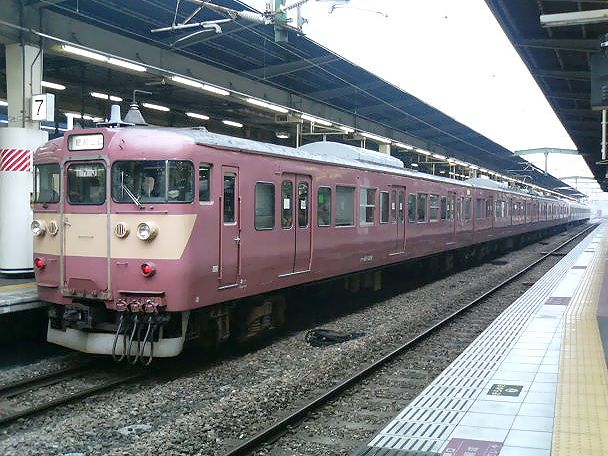
JNR 415 en livrée rétro "Train bi courant"

  - Équipé d'un système de climatisation centrale de type AU75, éliminant les ventilateurs de plafond. Le ventilateur en forme de caisson sur le toit de la cabine de conduite a été supprimé, car le conduit d'air froid du système de climatisation passait par la cabine du conducteur.
  - Mesures de prévention des incendies en rendant les matériaux de revêtement de sol ignifuges et en canalisant la tuyauterie sous le sol
  - Les fenêtres à guillotine sont installées sur les fenêtres latérales pour empêcher les courants d'air et faciliter la maniabilité.
  - Sièges longitudinaux améliorés.
  - Le transformateur principal a été remplacé par le type TM20, qui utilise de l'huile de silicone au lieu de l'huile de PCB pour l'huile de refroidissement (huile isolante) comme mesure de prévention de la pollution .
  - Ajout d'un coupleur de type KE5 pour l'alimentation CA triphasée pour le refroidissement.
  - Équipé d'un dispositif de détection de la charge qui ajuste la force de freinage .

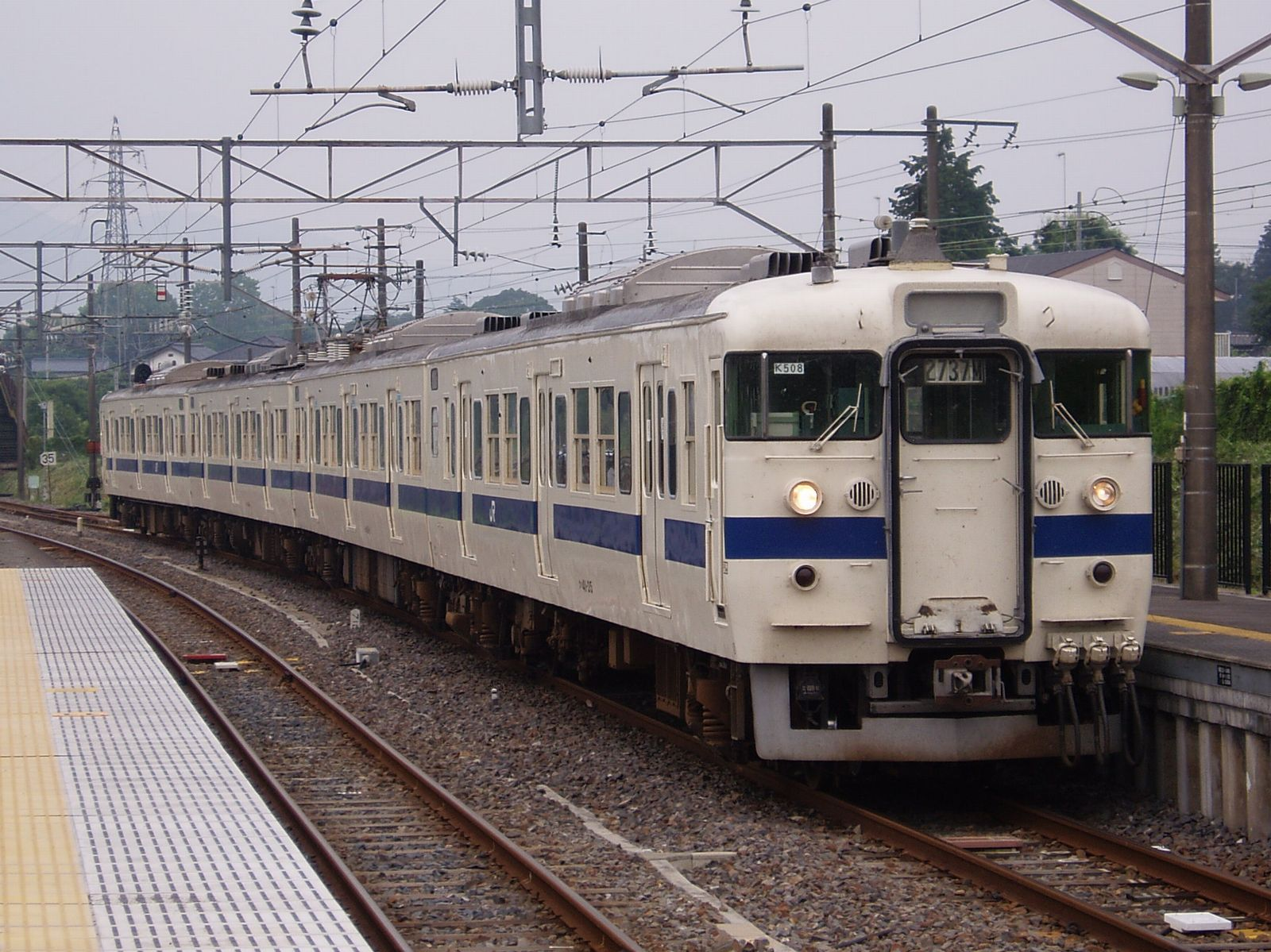
Série 415-0 affiliée a la JR East

Le Kuha 411-335 fabriquée seule en 1975 , a été fabriqué pour remplacer le Kuha 421-43, qui a été mis au rebut en raison d'un déraillement et d'un renversement. Pour cette raison, il n'était pas équipé d'un système de climatisation lorsqu'il a été achevé. Plus tard, en 1983, il fut climatisé avec Moha 423, 422-2 et Kuha 421-44, de la même formation. Il était équipé d'un grand ventilateur en forme de caisson au-dessus de la cabine, unique parmi les véhicules climatisés de la série, et d'un type AU75E avec ouverture extérieure en acier inoxydable. En 2001 (Heisei 13), parallèlement à l'abolition complète de la série 423, cette voiture a également été radiée du registre, ce qui en fait la premier voiture appartenant à la série 415 à être mise au rebut.
En 2001 (Heisei 13), la formation K510 a été restaurée dans son ancienne peinture pour commémorer le 40e anniversaire de l’électrification de la ligne Joban . La formation K510 a ensuite retrouvé sa livrée habituelle. Une partie des formations affectées au centre de véhicules de Katsuta (qui est lié a la ligne Joban près de Tokyo) furent envoyées au district de véhicules de Minami Fukuoka/centre de véhicules général de Kokura.
Les voitures restantes de JR East seront complètement radiées en les remplaçant par la série E531. De plus, les véhicules a configuration des sièges semi-transversaux de JR Kyushu ont été temporairement évacués vers Oita, Kagoshima et d'autres endroits. En 2010, les formations Fo2 et Fo3 ont été transférées du dépôt général de matériel roulant de Kagoshima à l'usine de Kokura (actuellement le centre général de matériel roulant de Kokura). Le 27 août 2014, la dernière formation Fj-7 restante a été envoyée au Centre général des véhicules de Kokura. En novembre de la même année, la mise au rebut des voitures avait pris fin. Cependant, jusqu'en 2013, le Kuha 411-325 de la formation Fo3 a été remplacé par une peinture monochrome et les deux voitures ont reçu une couleur bleue. Il s'appela « Train des compétences en matière de sécurité » et est utilisé pour la formation au Centre général des véhicules de Kokura.

#### Série 100/200
Fabriqué depuis 1978 . Un groupe d'unités 28 MM' avec 56 voitures, 52 voitures Kuha 411 et 4 voitures Saha 411 pour un total de 112 voitures. Le siège transversal pour quatre personnes était étroit et avait une mauvaise réputation, c'est pourquoi la largeur du siège a été augmentée de 930 mm à 1 040 mm et l'espacement a été augmenté de 1 420 mm à 1 490 mm, ce qui le rend similaire aux véhicules express conventionnels. Il s'agit d'une voiture avec un espacement des sièges amélioré . La principale caractéristique de ce modèle est que la disposition des fenêtres a été modifiée.

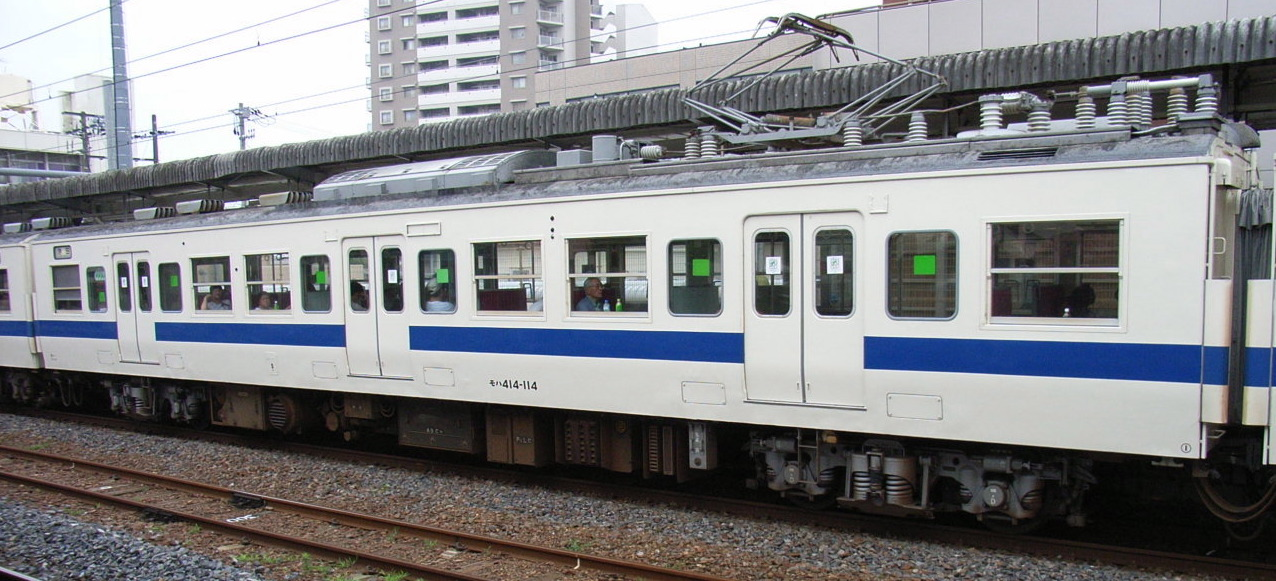
Moha 414-114 ,notez les bords de fenêtres carrés

La structure de la carrosserie est fondamentalement la même que celle de la série 113-2000 et 115-1000 fabriquées en même temps. Il est équipé d'un compresseur et d'un convertisseur statique d'une capacité de 160 kVA. À l’intérieur de la voiture, les tiges du porte-bagages et les  supports de sièges sont en acier inoxydable et n’ont pas été peints. La position de montage du ventilateur au centre du véhicule a été éloignée du système de climatisation. Les électrovannes et les équipements de freinage installés sous le plancher sont intégrés dans une unité. La forme de la fenêtre lumineuse des toilettes est une unité FRP du même type que celle du véhicule express. Les dernières voitures supplémentaires ont été fabriquées en 1984 dans les usines Kasado d'Hitachi. Le  groupe envisage de convertir certaines rames de la ligne Joban à 7 voitures et à l'avenir à 15 voitures. Dès le début, la ligne Joban a été complétée par une nouvelle peinture. De plus, le ventilateur enfichable sur le toit, le couvercle du climatiseur et les panneaux décoratifs intérieurs sont les mêmes que ceux de la série 415-500. Le ventilateur push-in est en FRP. La couleur intérieure du train est crème et la couleur moquette des sièges en tissu a été changée en une couleur marron terreux similaire à celle des trains originaux de la série 713.
Le type Saha 411 (remorque intermédiaire) a été fabriquée pour convertir une partie des formations de base de la ligne Joban en un train de 7 wagons]Elles seront introduites en 1985,

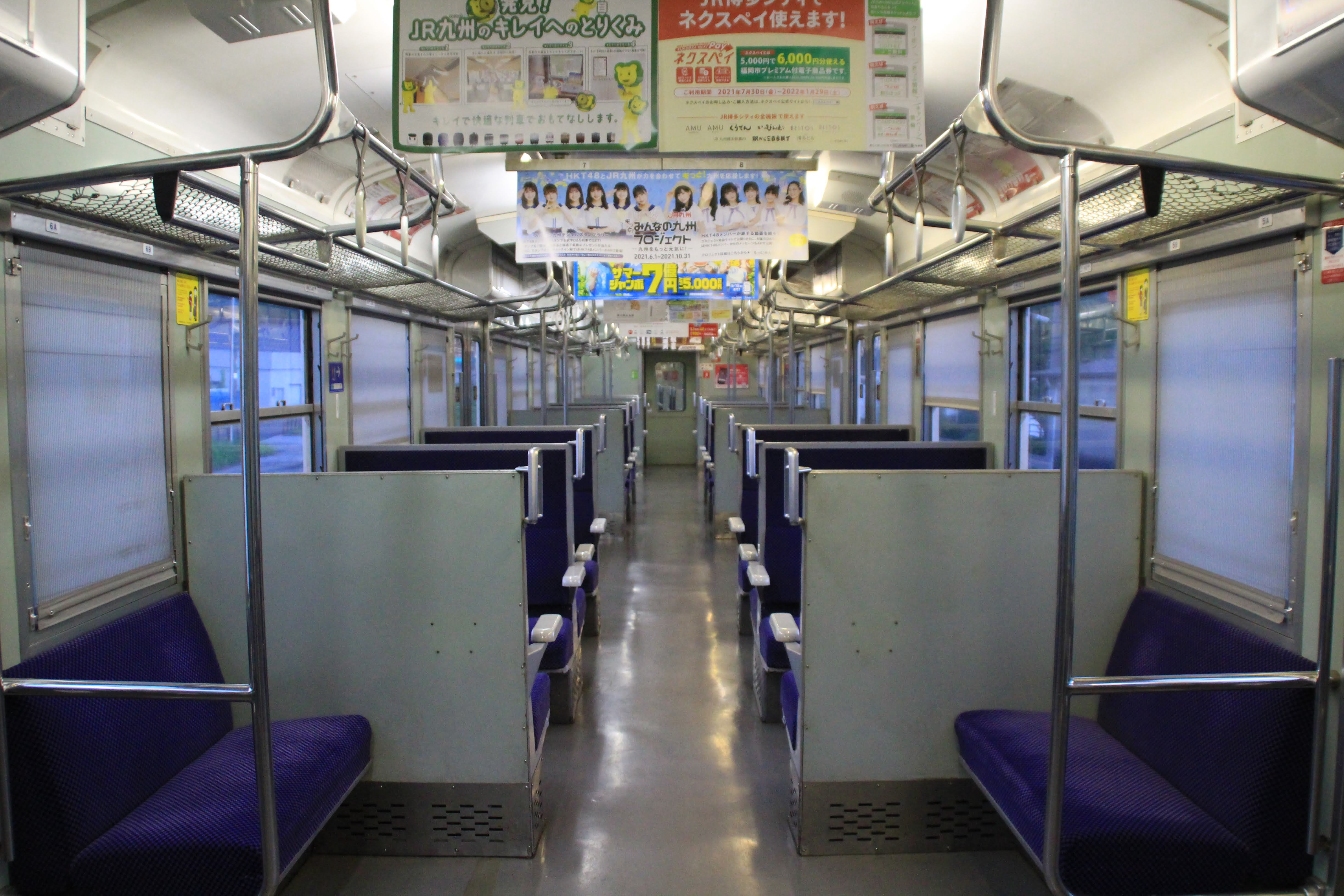
Interieur non rénové

De 2007 à 2009, les voitures JR East ont été complètement supprimées. Pour les trains JR Kyushu, la formation Fo104 a été interrompue de janvier à mars 2021. En avril 2021, un total de 72 wagons répartis en 18 formations de 4 wagons étaient encore actives, et toutes les formations étaient situées au centre du matériel roulant d'Oita de la division ferroviaire d'Oita . Parmi les voitures appartenant au centre automobile d'Oita, 12 qui ont été transférées du centre de Kokura ont été modifiées pour avoir des sièges longitudinaux.
D'août à septembre 2022, les formations Fo109 et Fo125 ont été interrompues , et l'exploitation régulière des séries 415-100/200 a pris fin avec la révision des horaires le 22 septembre 2022. La formation Fo107 a été démolie en octobre 2022.Au 1er avril 2023, un total de 60 wagons dans des configurations de 15 trains x 4 wagons se trouvaient au centre du matériel roulant d'Oita de la division ferroviaire d' Oita . Les destinations d'évacuation étaient Fo105 à Araki, Fo106, 108, 110, 111 et 126 à Kumamoto, Fo117, 118 et 122 à Moji, Fo112 et 119 à Mojiko, Fo103 et 123 à Yanagigaura, et Fo120 et 124 à Tsukumi.

#### Série 500/600
Série  fabriquée en 1982 dans le but de remplacer les premières voitures vieillissantes de la série 401 et de réduire les surcharges sur la ligne Joban . Il s'agit d'un groupe de 96 voitures à sièges longitudinaux formés en 24 trains de 4 wagons, tous neufs et placés dans le dépôt de Katsuta. Des toilettes sont installées dans les voitures paires de type Kuha 411. Du côté opposé au toilettes, des sièges transversaux  ont été installés.

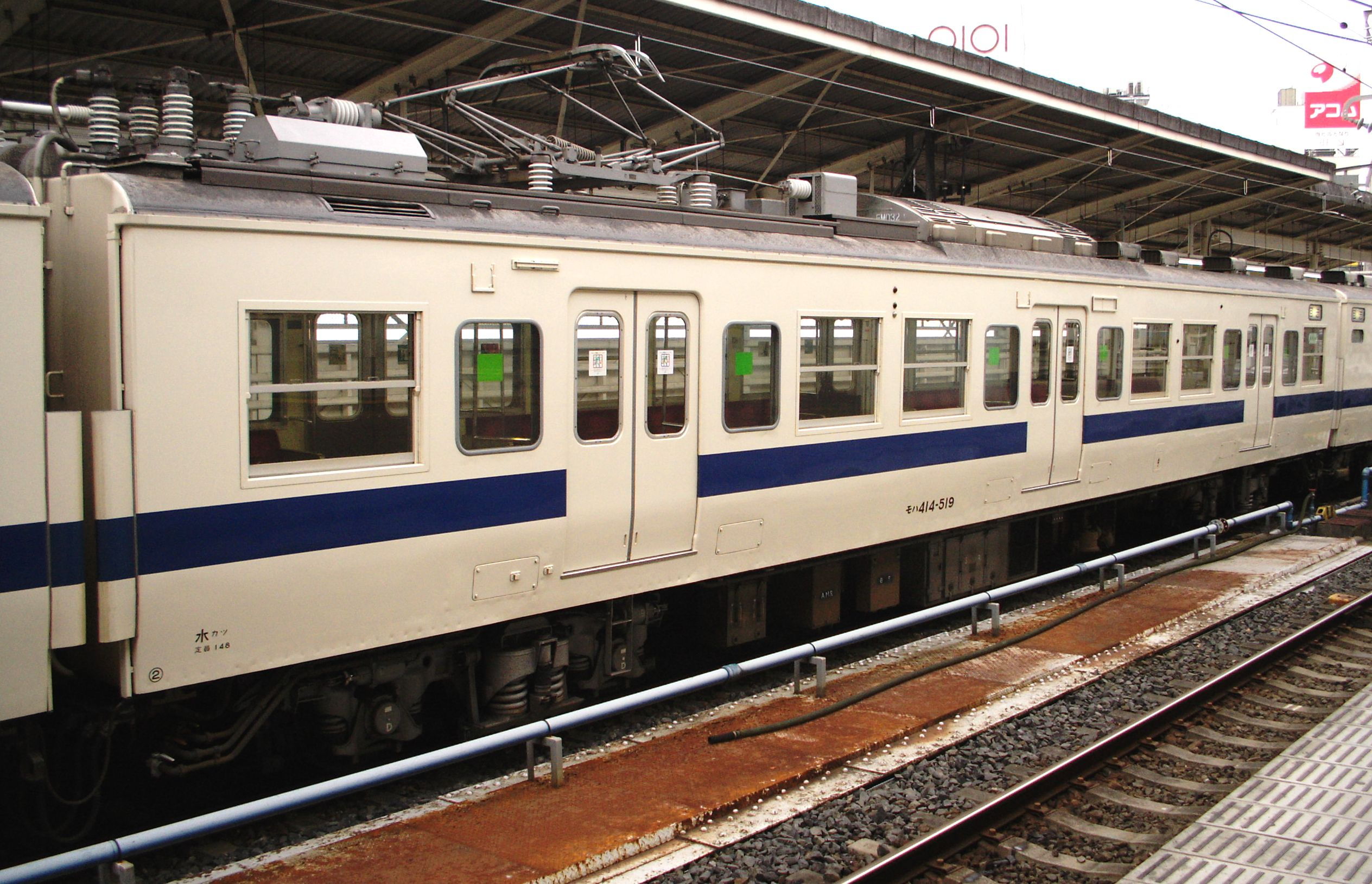
Motrice serie 415-500

Le design extérieur de la cabine du conducteur, la disposition des fenêtres, la disposition des portes , etc. sont restés les mêmes que dans la série 415-100/200, mais la capacité en passagers a été augmentée de 20 % grâce à l'utilisation de sièges longitudinaux . Le matériau de la toiture a été remplacé par un matériau à base de résine de polyuréthane, passant à une toile de toiture isolante, afin de prévenir la détérioration de la carrosserie du véhicule au fil du temps. Pour éviter la corrosion, de l'acier inoxydable a été utilisé sur environ 400 mm de la partie inférieure du panneau extérieur. De plus, les portes de la cabine ont été soudées en continu et le ventilateur de toit a été remplacé par un type de caisson en FRP. L'intérieur était basé sur les couleurs chaudes de la série 201 , qui avait été produite à l'époque , avec des panneaux décoratifs de couleur crème et des moquettes de siège marron argileux. Une cloison de séparation a été installée au bord des sièges.

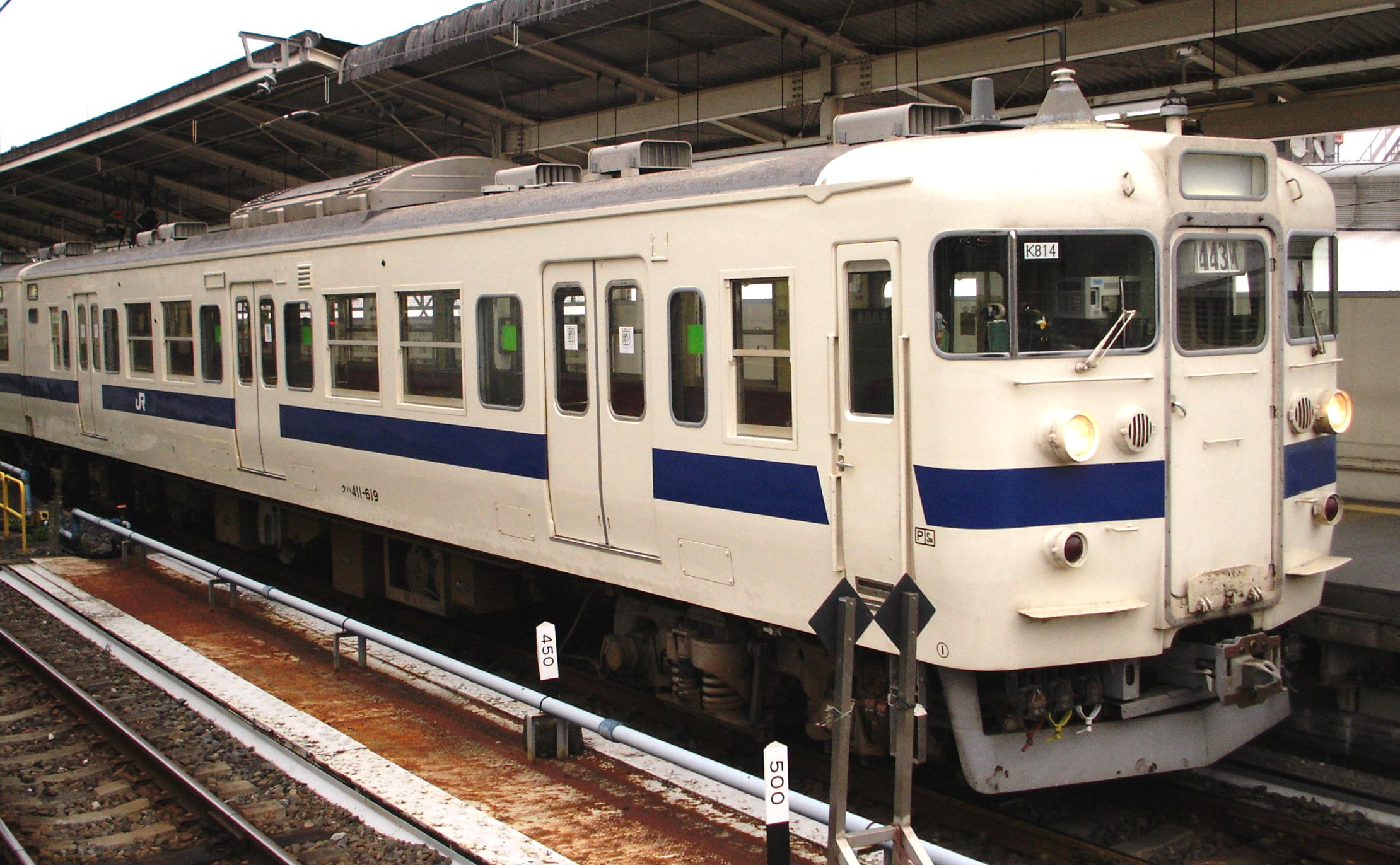
Remorque avec cabine (Kuha) série 415-600

Le siège longitudinal a une hauteur d'assise de 400 mm et une profondeur de 600 mm. De plus , comme la seule section non-fumeur se trouvait initialement entre Ueno et Tsuchiura , des cendriers étaient installés sous les vitres des portes et les pignons de chaque véhicule.
Le bogie est le même que le modèle précédent, mais la charge a augmenté en raison de l'augmentation de la capacité de passagers due au siège long, de sorte que les ressorts d'arbre ont été modifiées.
L'équipement et la disposition électriques  suivent la série 415-100, et dans la perspective d'égaliser les poids des motrices, la batterie de stockage et l'équipement associé ont été transférés sur le Moha 415. En effet, le poids du véhicule du type Moha 414 à pleine capacité dépasse 52 t (charge par essieu 13 t), soit 1 t de moins que celui de la série 415-100.
En plus d'utiliser de l'acier inoxydable pour le bas de la carrosserie afin de prévenir la corrosion, plusieurs modifications de conception ont été apportées.
- une hauteur de plancher de 1 200 mm, la même que celle des trains de banlieue comme la série 201.
- Il existe également des différences dans les pièces du moteur des portes selon la date de fabrication, et certaines voitures JR East ont des sièges baquets et des sièges plus hauts.

En mars 1986 (Showa 61) , pendant l'ère JNR, 5 rames (K73-K77) ont été transférées à Kyūshū près de Fukuoka pour remplacer les rames de la série 421 très fatiguées. Après cela, JR Kyushu en a hérité ponctuellement.Elles erviront à remplacer les plus anciennes séries 415-0 et -100 qui accusait déjà de l'age, les entrainant vers la réforme.
De plus, en mars 2016 (Heisei 28), une formation a été de nouveau transférée au Centre du matériel roulant de Kagoshima. En mars 2022, une formation a de nouveau été transférée au Oita Rolling Stock Center. Kagoshima et Oita ont également annoncé que le service des trains anciens en acier, dont les wagons des séries -500 et -600, prendrait fin avec la révision des horaires le 23 septembre 2022.
Au 1er avril 2023, il y avait 20 voitures dans 5 formations de F K 513 - 517 au centre de véhicules de Kagoshima et 4 voitures dans 1 formation au centre de véhicules d'Oita.

#### Série 700

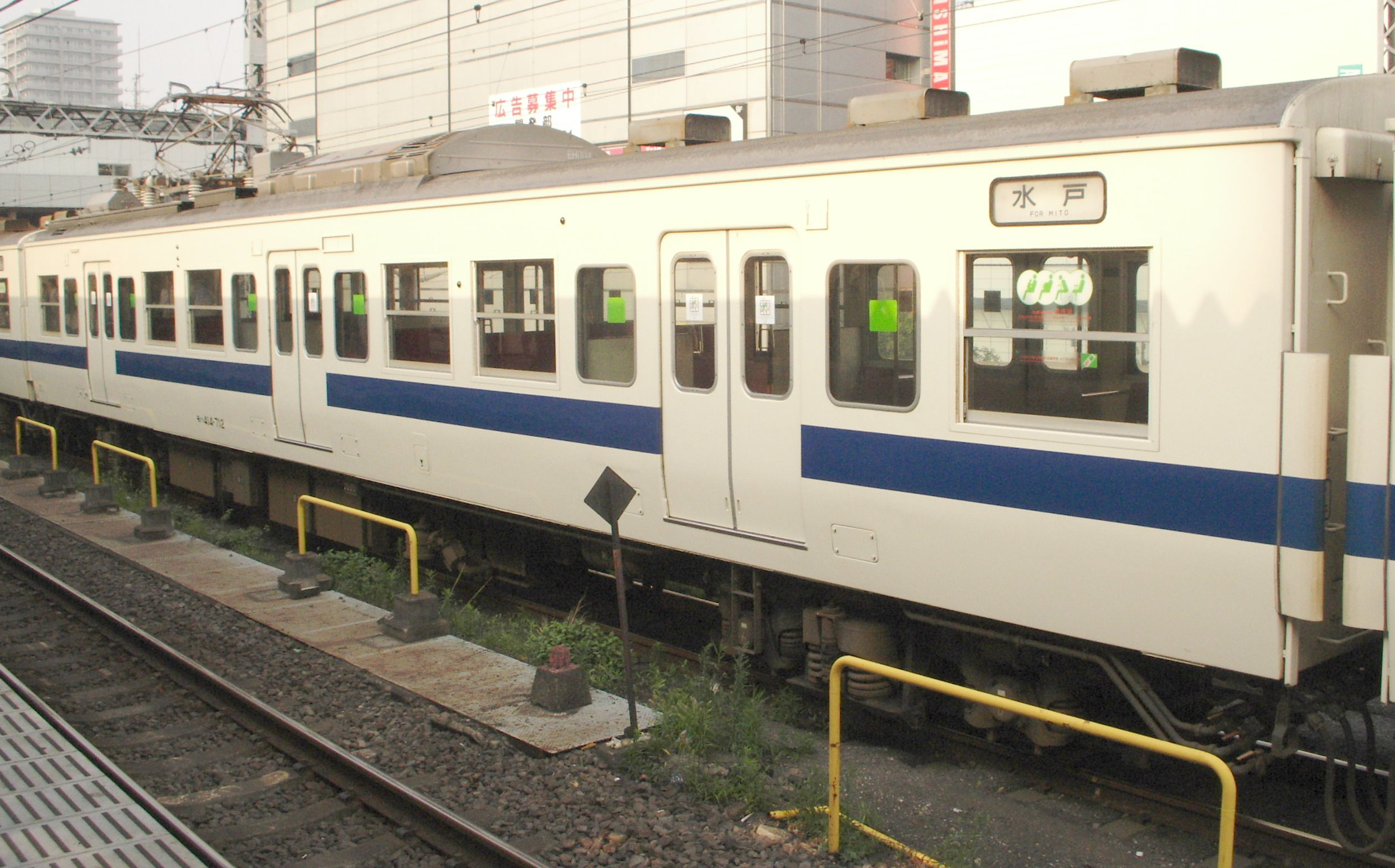
Motrice Moha série 415-700 (414-700)

De 1984 à 1985, un total de 62 voitures, dont 23 ensembles d'unités MM' (46 voitures) et 16 voitures d'accompagnement, ont été fabriquées par Kasado Works d'Hitachi, Ltd. et Nippon Sharyo/ Tokyu Sharyo . Toutes les voitures ont été nouvellement construites et placées dans le quartier ferroviaire de Katsuta pour la ligne Joban. En raison de certaines modifications de conception depuis la série 100, elle a été classée comme une nouvelle série. Afin d'augmenter la capacité de transport de la ligne Joban, et en prévision de l'exposition scientifique de Tsukuba organisée en 1985 , certains des trains de quatre voitures constitués d'autres séries ont été convertis en sept voitures .

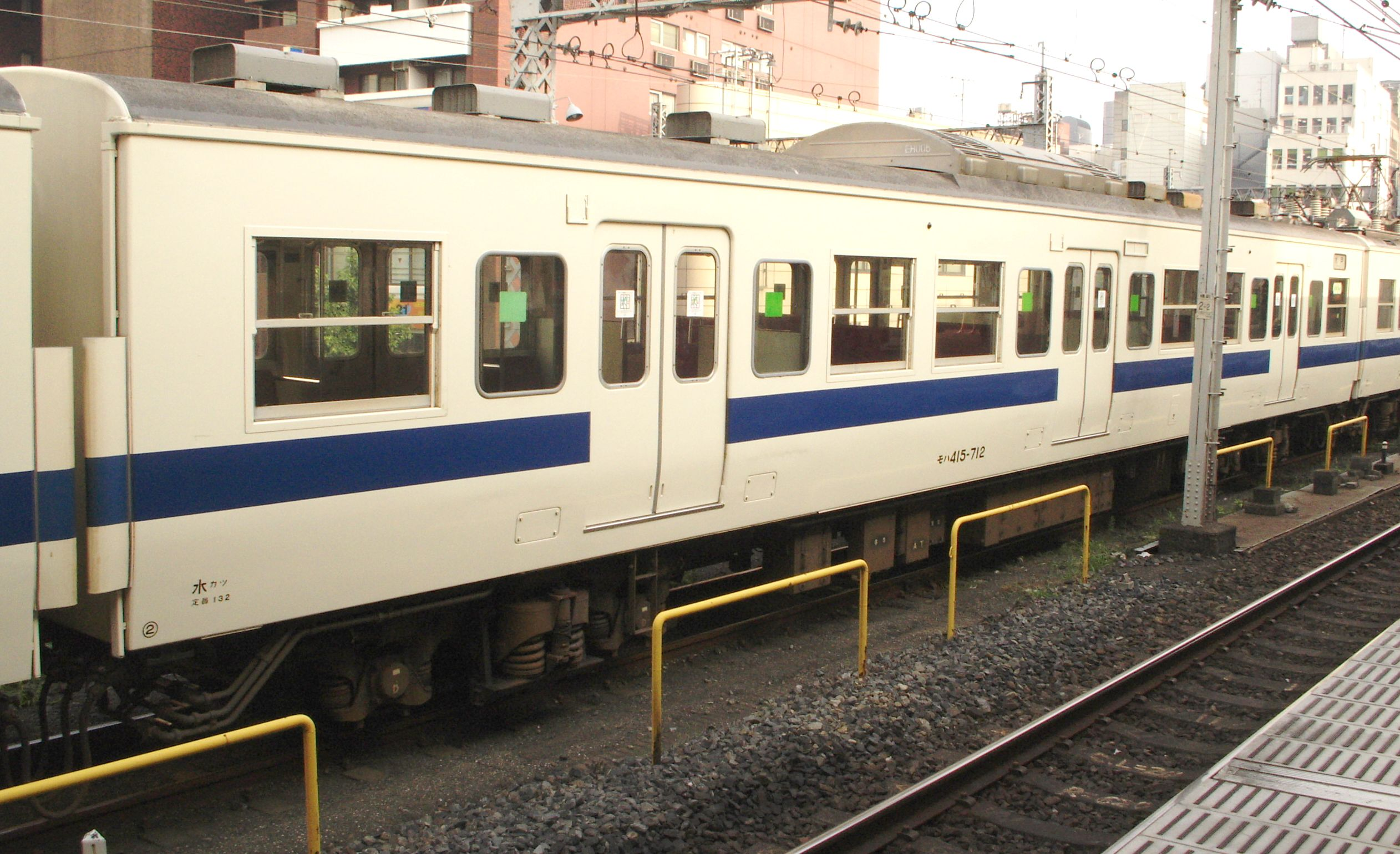
Motrice 415-700

Lors des essais officiels au moment de l'inauguration, y compris la série 500 susmentionnée, les voitures fabriquées par Hitachi ont roulé dans la région de Kyushu et les voitures fabriquées Nippon Sharyo ont roulé sur la ligne principale de Hokuriku.
La peinture était crème no 10, et la ceinture était  bleue no 20 . L'intérieur de la voiture était une voiture à sièges transversaux avec des sièges longitudinaux aux extrémités, la hauteur du plancher était de 1 200 mm, la même que celle de la série -500 , et le plafond a été remplacé par un plafond plat similaire à la série 201. La couleur intérieure était basée sur le blanc et crème , et le redresseur principal a été remplacé par un type RS49 à refroidissement naturel qui utilise le vent relatif.
L'équipement électrique installé et la disposition suivent la série -100, mais contrairement à la série -500, l'accumulateur et ses équipements associés sont montés sur le type Moha 414. Le type Saha 411 était équipé d'un moteur-générateur (MG) et d'un compresseur d'air électrique (CP).
En raison de la révision des horaires du 18 mars 2007, les opérations commerciales régulières ont pris fin et le train a été retiré de l'exploitation. Toutes les voitures ont été démolies en juillet 2008.

#### Série 1500/1600
Il s'agit d'un modèle fortement différent avec une carrosserie légère en acier inoxydable qui a été fabriquée en 1986 , juste avant la privatisation de JNR , et qui présente les modifications suivantes. Elle est en fait issue de la série 211 esthétiquement et techniquement. Elles seront affectées à la ligne Joban et Mito essentiellement.Certaines seront affectées a Kyushu.
- Carrosserie

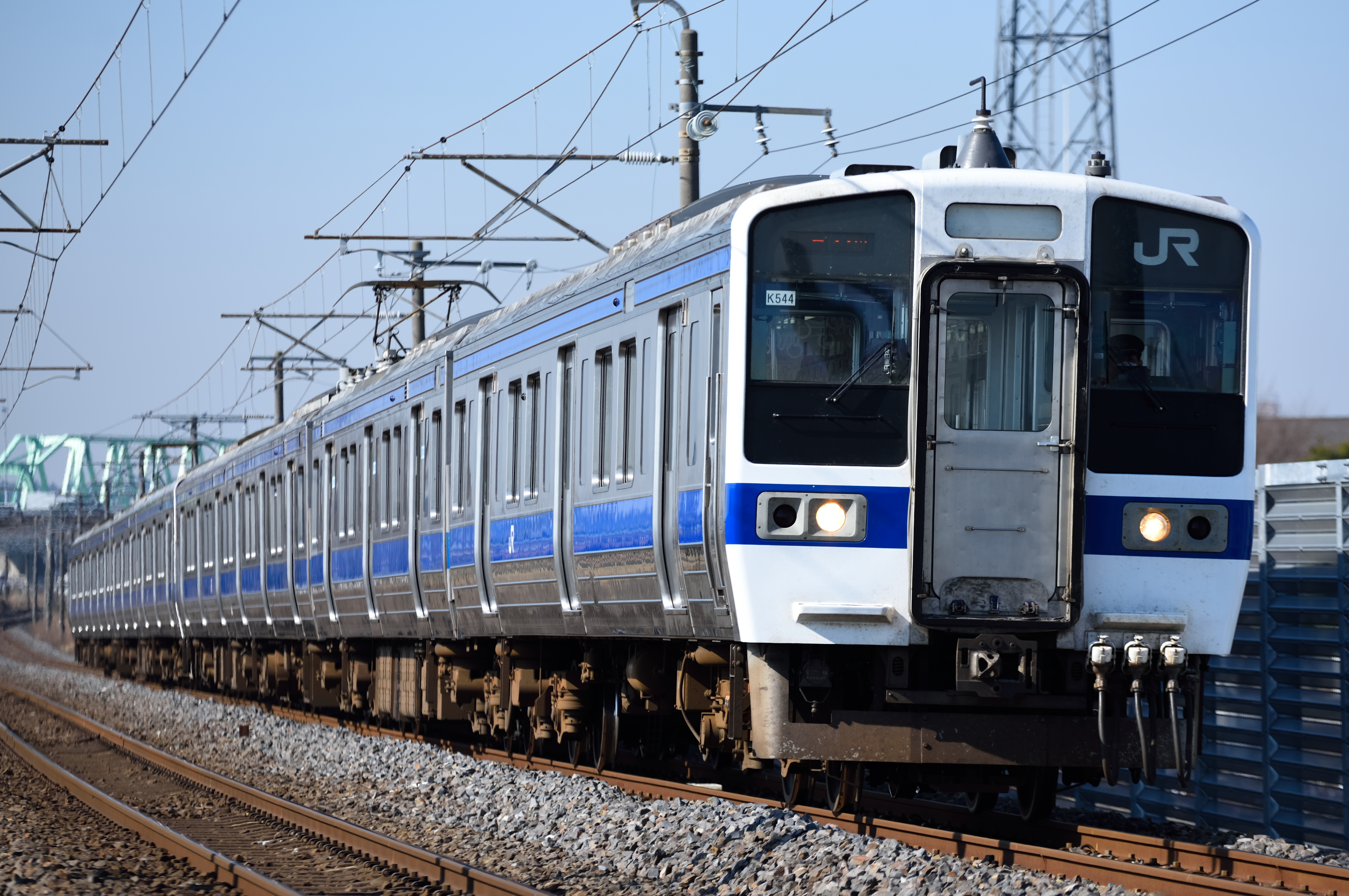
Série 415-1500 Joban Line. Le choc visuel avec les précédentes séries est net.

  - Structure légère en acier inoxydable similaire et la partie avant est en produit moulé FRP .
  - L'extérieur est similaire à la série 211, mais il n'est pas équipé d' un coupleur électrique mais d'un attelage et de câbles de raccordement[Note 16]. La girouette frontale a une dimension verticale est plus petite et la jupe avant est différente aux séries 211.
  - La largeur de la carrosserie a été augmentée de 2 900 mm à 2 950 mm et la hauteur du plancher était de 1 180 mm, la même que celle de la série 211[11].
- Bogie
  - Remplacé par le type DT50C (véhicule électrique) et TR235C (véhicule remorque), qui ont une structure sans traversin et utilisent un ressort pneumatique à diaphragme pour le coussin d'air
  - La forme de la roue a été modifiée en une bande de roulement arquée pour améliorer les performances de course lors du passage dans les courbes .
- Équipement
  - Compte tenu du fonctionnement mixte avec les trains anciens en acier, cet équipement est basé sur les séries 415-500 et 700, mais afin de supprimer la différence de force d'accélération et de décélération qui est puissante en raison de la réduction de poids (environ 7,0 t par wagon) et de maintenir l'alignement, le moteur électrique principal est réglé sur une valeur limite de courant faible.
  - Compte tenu de la carrosserie en acier inoxydable, la position du montage du transformateur principal du type Moha 414 a été modifiée pour être plus proche de l'arrière[12].
  - Le compresseur a remplacé son moteur électrique par un moteur à induction triphasé et mis en œuvre un entraînement par courant alternatif triphasé.

- Intérieur

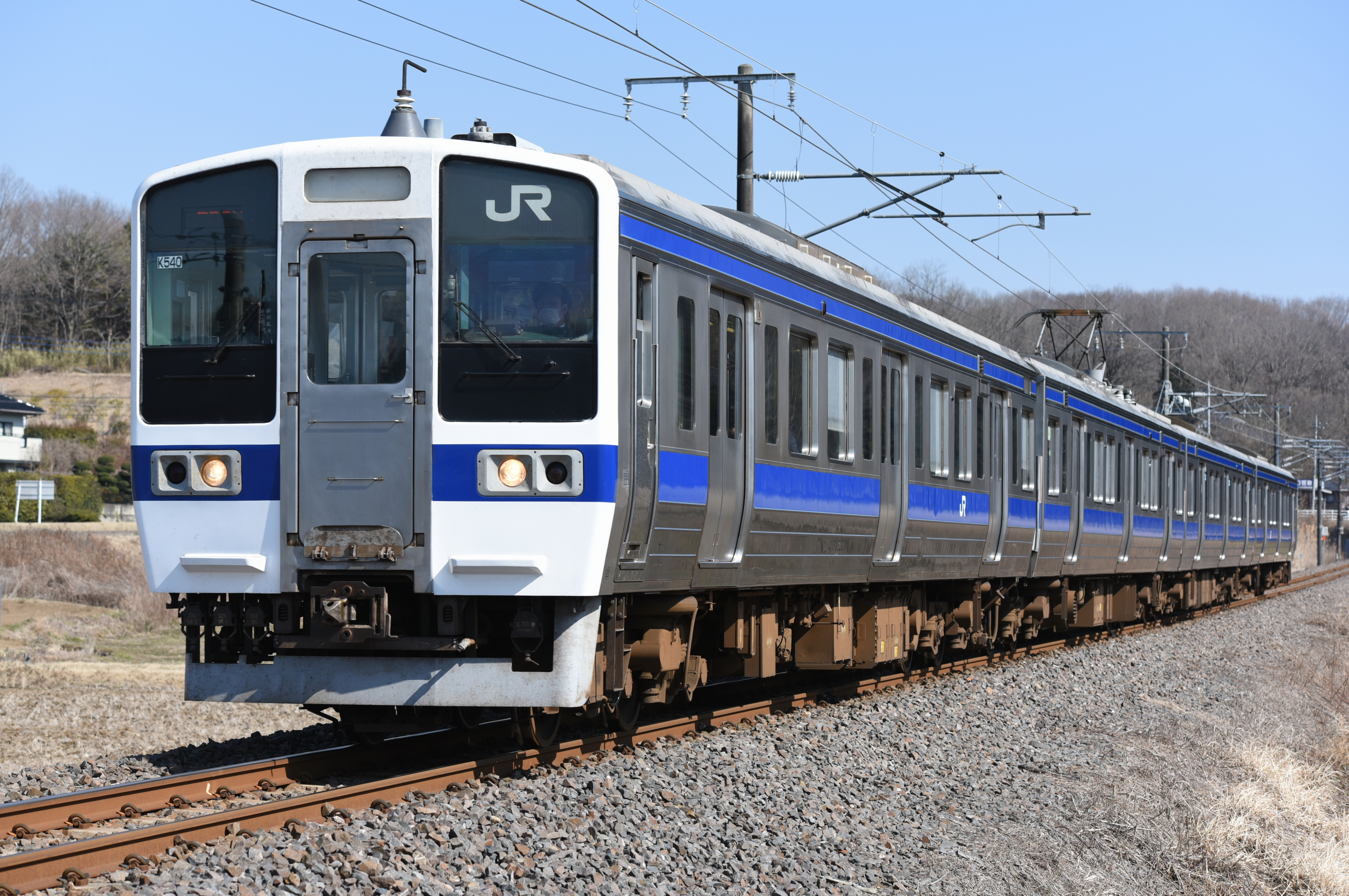
Série 415-1500 bande bleue no 23 couleur JR East Ligne Joban

  - La structure de la cabine est fondamentalement la même que celle de la série 211. Cependant, aucun ventilateur à flux transversal (type reindelier) n'a été installé .
  - Les sièges sont des sièges longitudinaux sauf pour la zone face aux toilettes.
  - Autres détails de conception ou de placement des dispositifs d'annonces sonores.

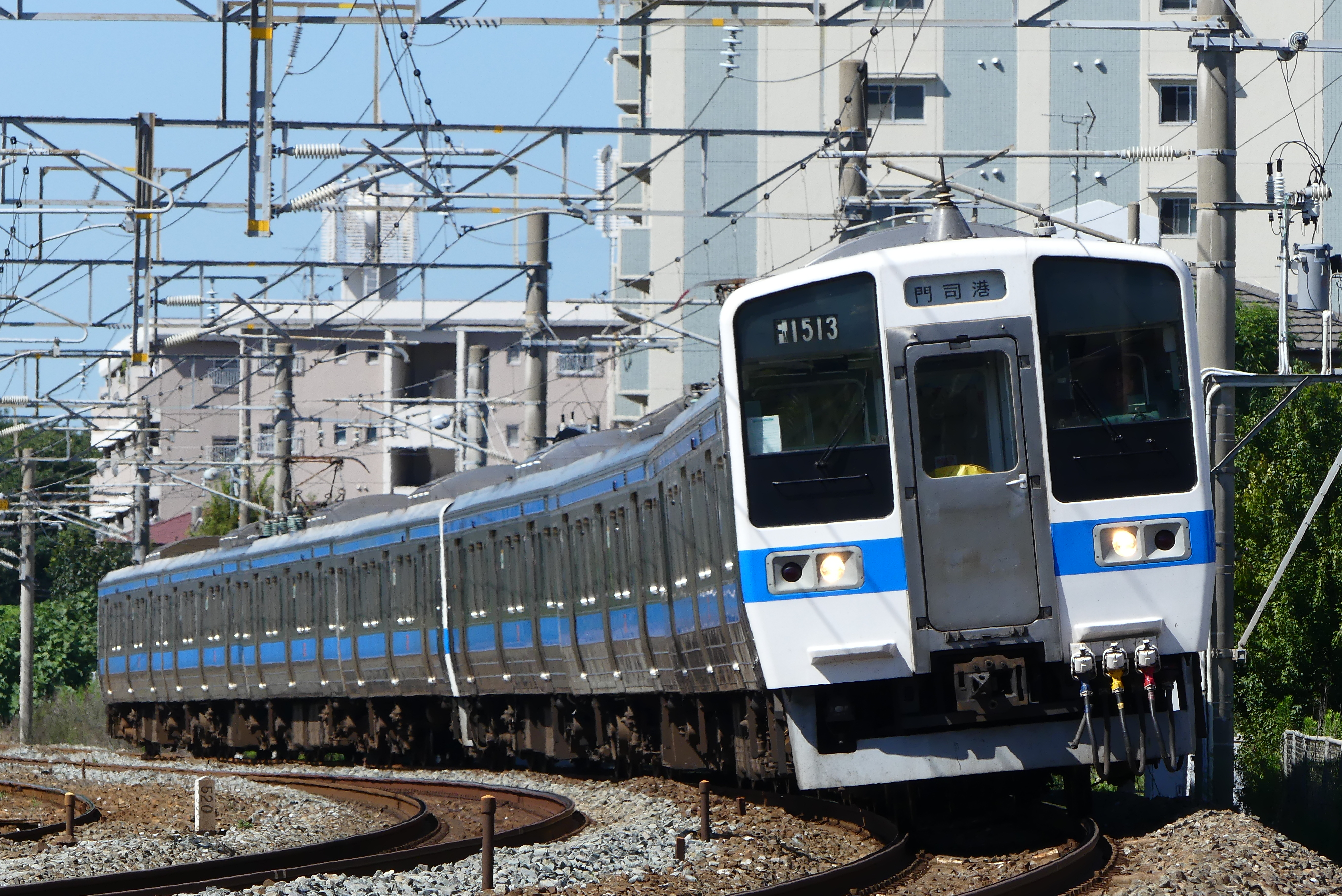
Série 415-1500 bande bleue no 25 couleur de Kyushu

La série 415-1600 se démarque de la 415-1500 par d'autres modifications légères liés aux haut-parleurs, cloison de cabine de conduite et marquage d'entreprise sur le train. Elles seront majoritairement affectées a Kyushu pour remplacer les Séries 403-423-415 les plus anciennes.
| Série 415-1500            | Série 415-1500                                               | Série 415-1500 | Série 415-1500 | Série 415-1500 |
| ------------------------- | ------------------------------------------------------------ | -------------- | -------------- | -------------- |
|                           | ← Ueno/Oyama (Nagasaki/Haki)（Port Moji/Shimonoseki) Iwaki → |                |                |                |
| Formation                 | Kuha 411-1600                                                | Moha 414-1500  | Moha 415-1500  | Kuha411-1500   |
| Capacité (places assises) | 132（55）                                                    | 150（62）      | 156（64）      | 142（58）      |
| Poids                     | 33,7 t                                                       | 37,3 t         | 34,6 t         | 26,0 t         |

#### Saha 411-1701
|                                               |  |                |
| Saha411-1701 intégré a une formation ancienne |  | Formation K918 |

Il s'agit d'une remorque intermédiaire Saha construite isolément.
En 1986, lorsque certains trains affiliés à la ligne Joban ont été réorganisées d'un train de 7 voitures à deux trains de 4 voitures, une mesure a été adoptée pour maintenir un train de 7 voitures et détourner une voiture centrale. Un véhicule de remplacement était nécessaire, et il s'agissait d'une remorque centrale équipé des compresseur et convertisseur statique, le seul fabriqué par Nippon Sharyo avec des sièges transversaux. Outre le fait que la disposition des sièges est différente de celle du Saha 411-1601, qui sera décrite plus loin, la seule différence d'apparence réside dans la présence ou l'absence de supports de sabots.
Elle fut attachée avec 3 formation différentes de la serie 415- 200/700 et 600 durant sa carrière .Cette voiture est devenue inutile en raison du raccourcissement de la section de service de la ligne Joban en 2007 et a été retirée du service.

#### Après la division et la privatisation de JNR
Au moment de la privatisation, Les series 415 furent toutes héritées par JR East et JR Kyushu. De plus, en 1991, JR East avait augmenté le nombre de formations à 4 voitures avec 13 trains.
il y eut encore des modifications légères lors de la production de ces derniers trains, sur les cabines de conduite, la sonorisation, la climatisation, et les équipements de puissance électrique
Le lot de production finale a été complété avec la configuration fixe irrégulière de 8 voitures incorporant le prototype de voiture à deux étages Kuha 415-1901 pour améliorer les possibilités de sièges sur la ligne Joban .

#### Kuha 415-1901

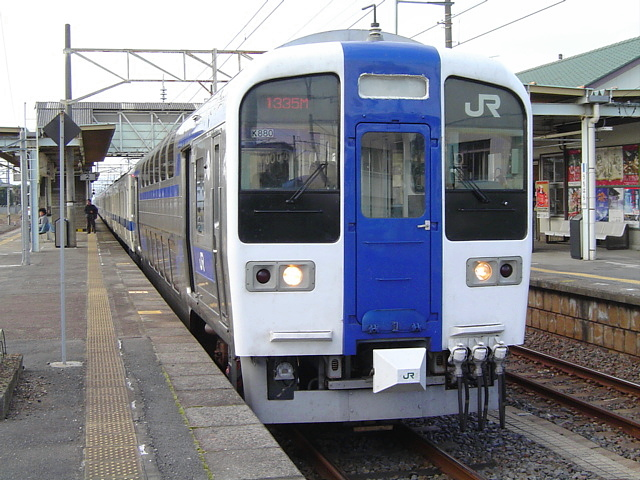
La Kuha 1901 a 2 etages...Surement celle qui inspirera les voitures Bi-level présentes entre autres sur les lignes Joban, Tokaido, et Chuo

Capacité : 156 personnes. Les sièges pouvant accueillir 116 personnes comprenaient des sièges longitudinaux près de la porte passager, une disposition 2+2 au premier étage et à l'arrière du véhicule, et une disposition 2+3 sièges croisés au deuxième étage. Une seule voiture a été fabriquée à titre expérimental par Nippon Sharyo en 1991. Équipé de deux unités de climatisation distribuées  AU714. Le bogie est du type TR235H et d'un modèle unique à ce type.
Contrairement aux autres , il n'y a que deux portes passagers de chaque côté, ce qui prend du temps pour monter et descendre aux heures de pointe. Le service rapide de banlieue était limité aux heures de descente du matin après l'heure de pointe et aux heures de montée du soir avant l'heure de pointe. Une seule voiture a été fabriquée, aucun ajout n'a été effectué et elle a été abandonnée en 2006, mais les résultats de son exploitation se sont reflétés dans la conception de la série 215.
Après la réforme du 9 juillet 2005 la voiture a été conservée au centre automobile de Katsuta, puis envoyée au centre général des véhicules de Koriyama le 10 mars 2006 et mise au rebut le lendemain, le 11 mars. Elle fut démolie du 12 au 14 juin de la même année.

## Situation en 2023-2024
De nos jours en 2023 (Reiwa 5), toutes les séries 415 autres que les 1500/1600 (soit celles avec la carrosserie en acier) sont ferraillées et détruites. Seules les séries 415-1500-1600 existent encore à Kyushu pour les services Direct Rapid (semi directs) sur les lignes de Kitakyūshū à Kagoshima. Elles sont cantonnés à Kyushu du fait qu'il semblerait qu'elle soit "verrouillées" sur courant alternatif (malgré le fait qu'elles soient bicourantes), le tunnel de Kanmon, seule sortie vers Honshū, étant sous courant continu.
Début 2024 en raison du changement des horaires de Mars, les séries 415-1500 sont utilisés quasi exclusivement entre Kokura et Shimonoseki via le tunnel de Kanmon. Elles sont de nouveau bi-courantes et fonction en US a 4 voitures et UM2 a 8 voitures en heure de pointe.

## Modélisme
Les séries 415 sont présentes sous l'echelle N, et vendues par les constructeurs japonais TOMIX, Kato et MicroAce, sous les couleurs des lignes Joban et Kyushu.

## Galerie photos

### Extérieur

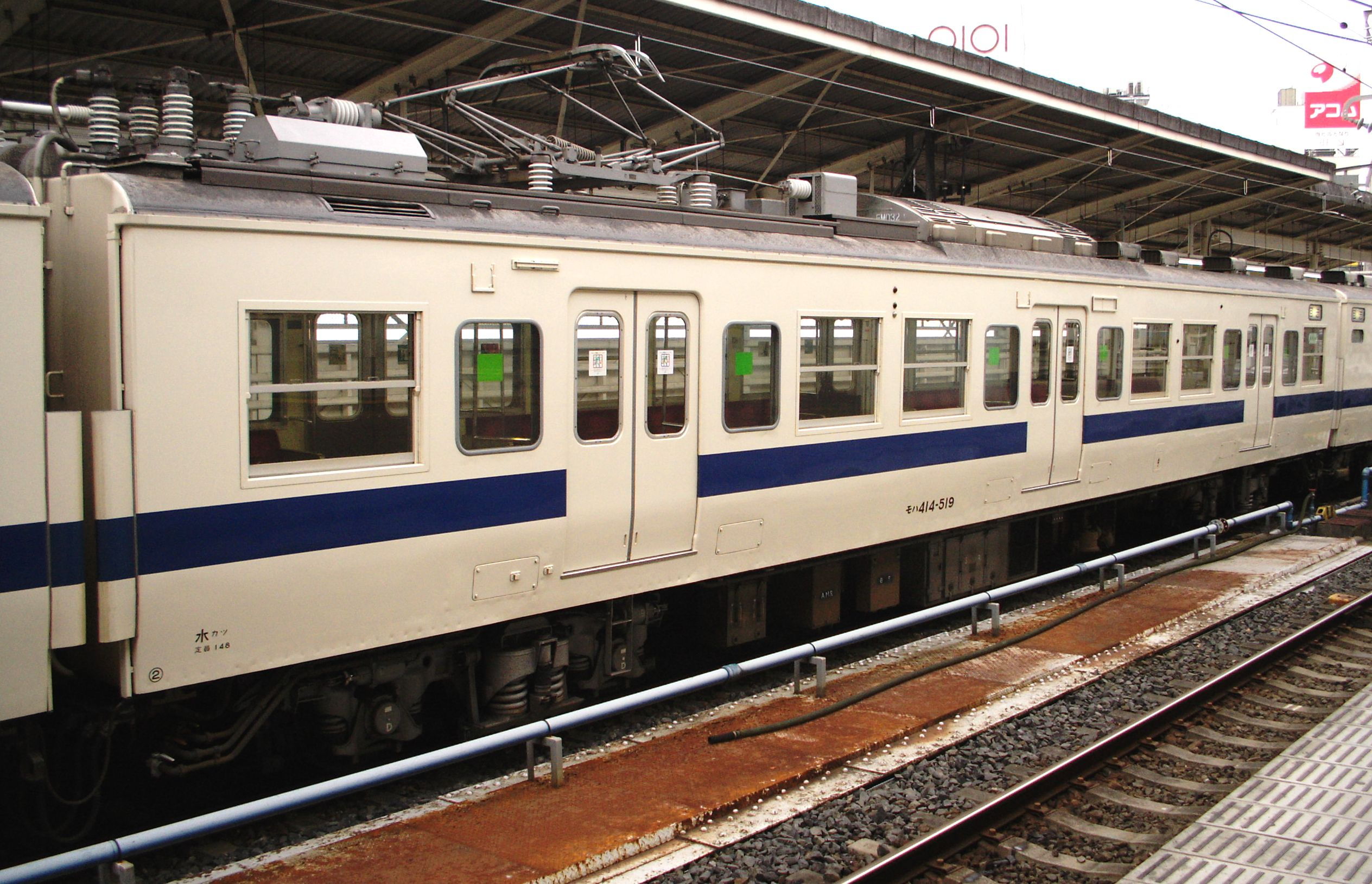
415-500 ,motrice
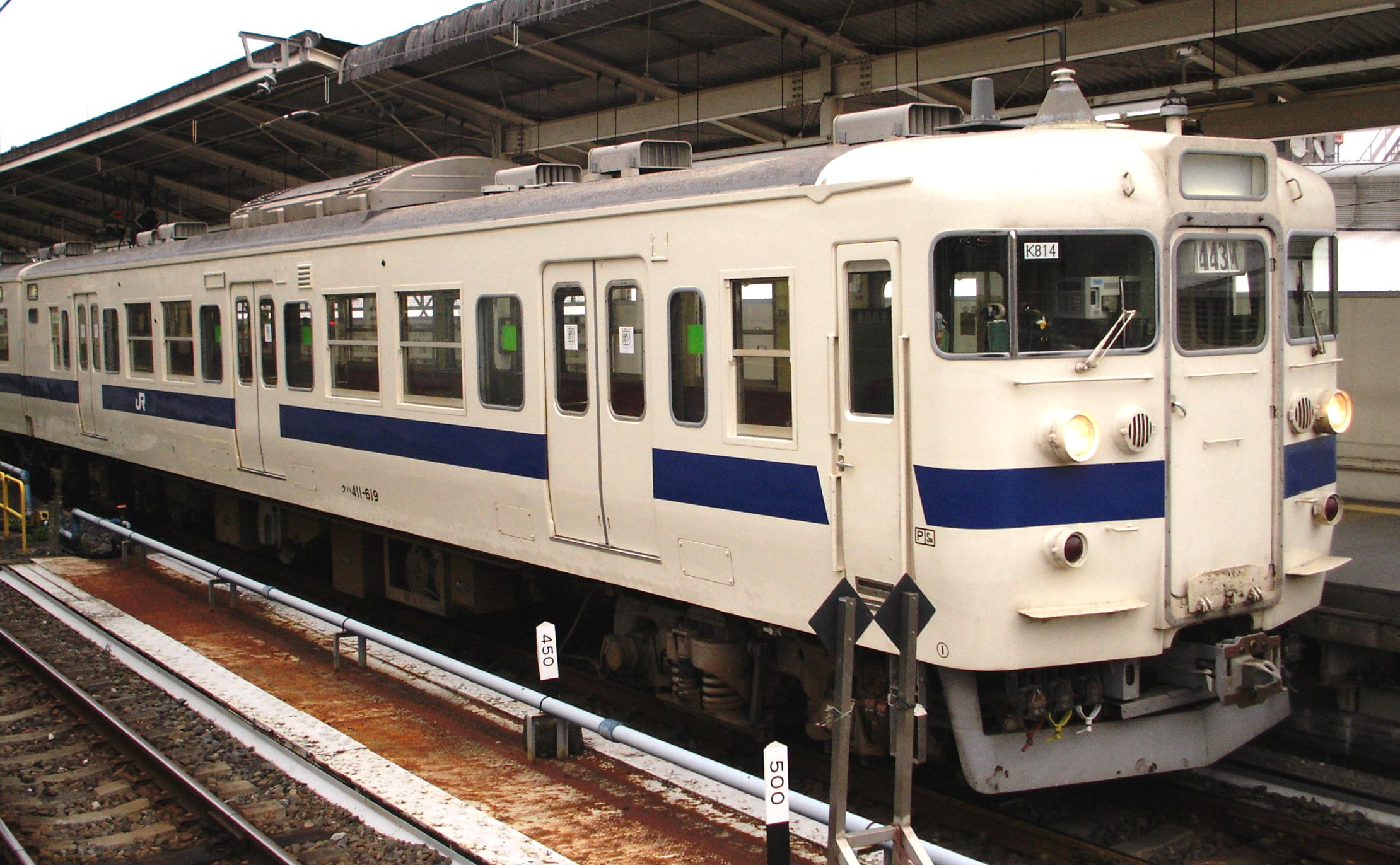
415-600 voiture de tete
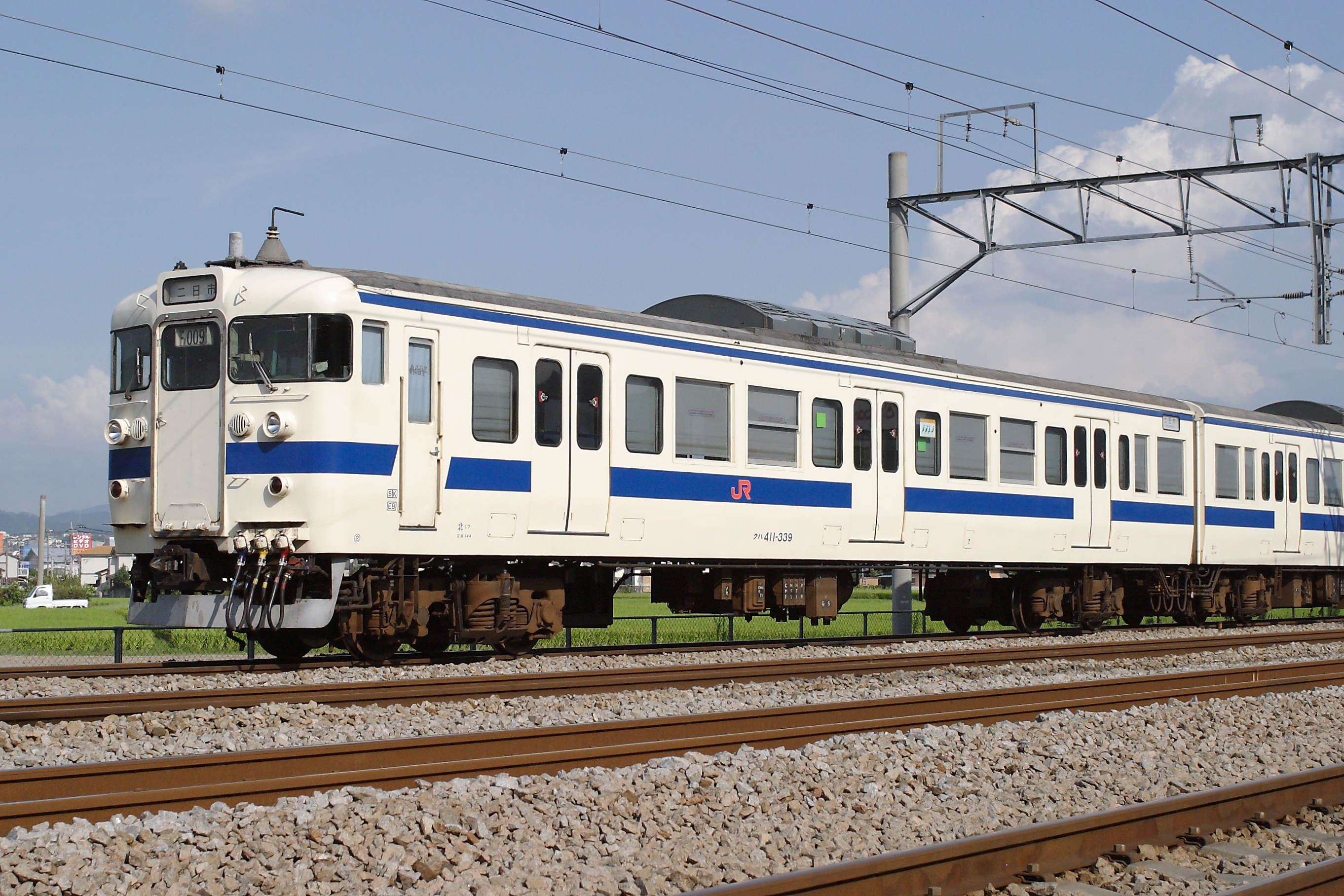
Modèle de JR Kyushu rénové
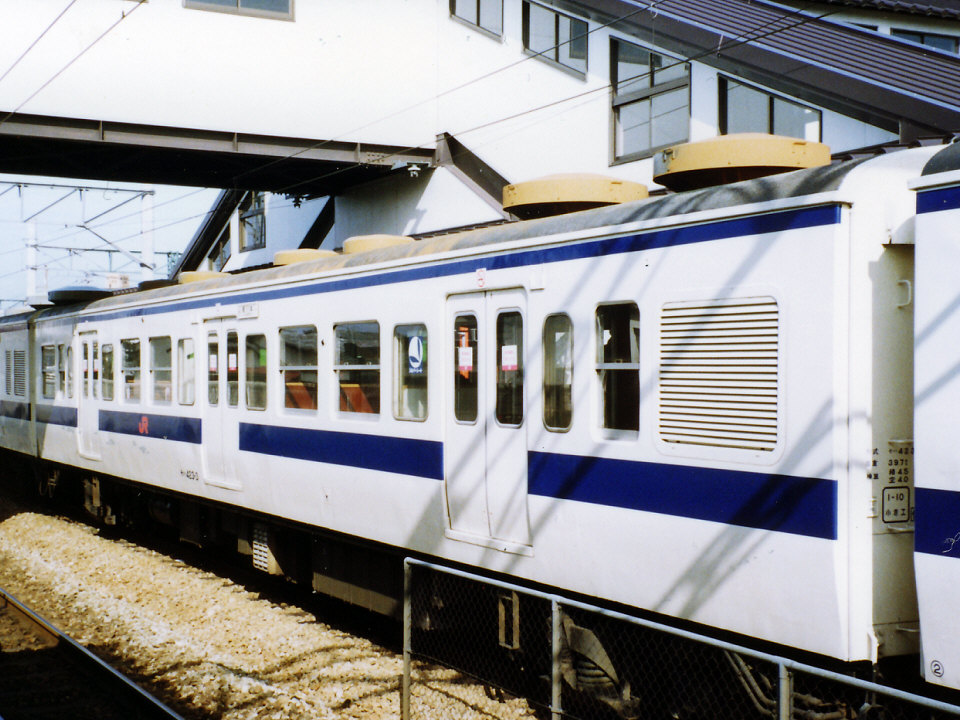
Voiture avec climatisation décentralisée type AU2X
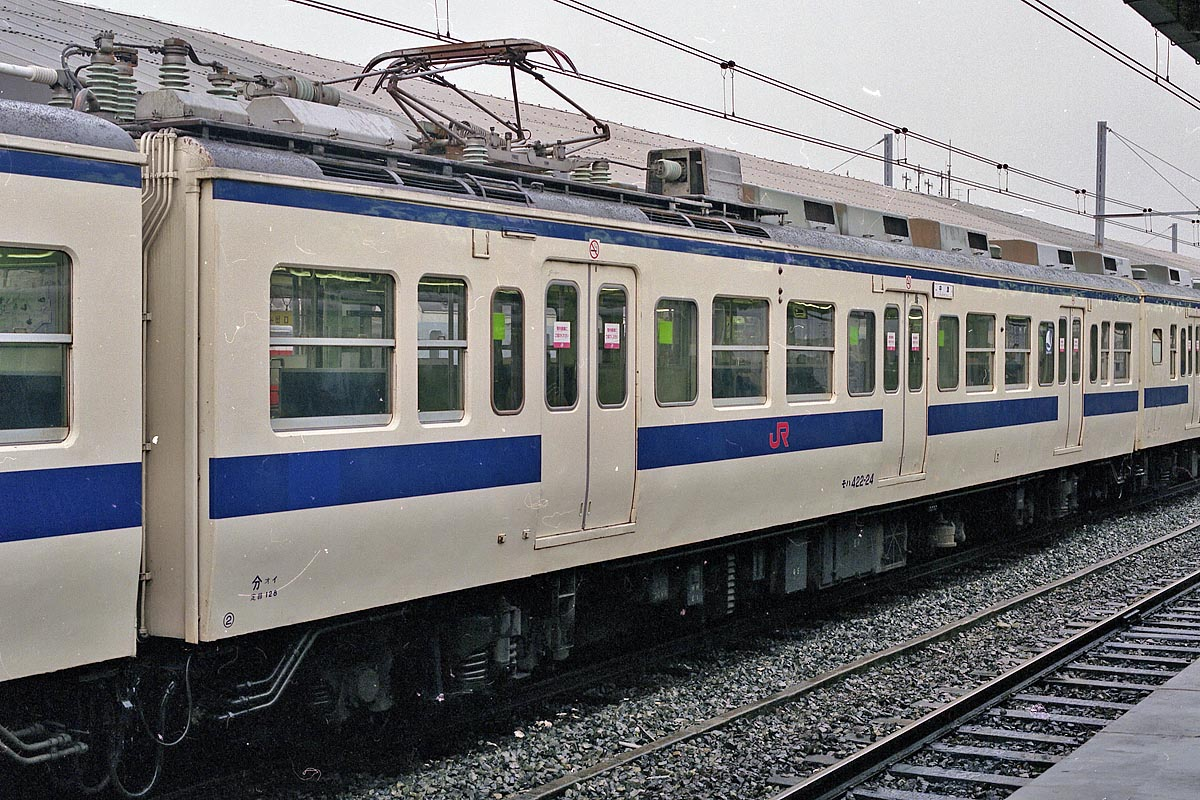
Voiture avec climatisation décentralisée type AU1X

### Intérieur

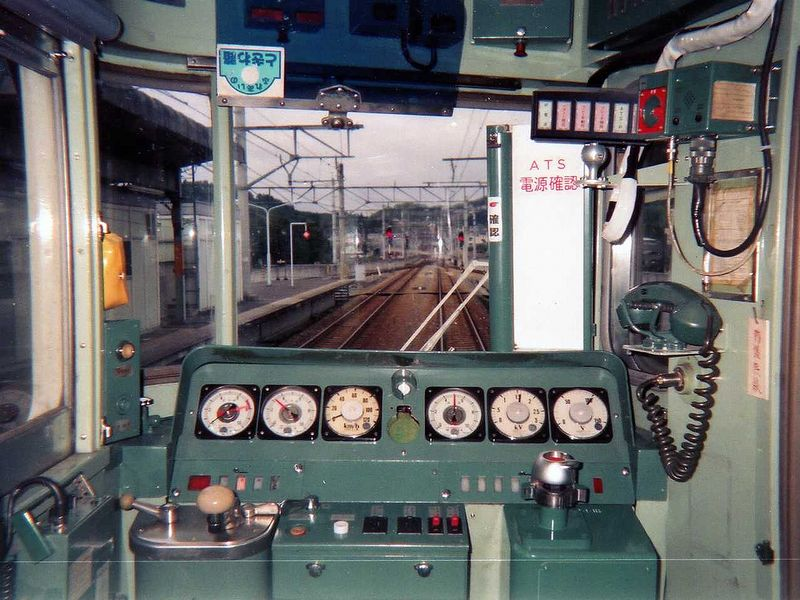
Cabine de conduite Série 415
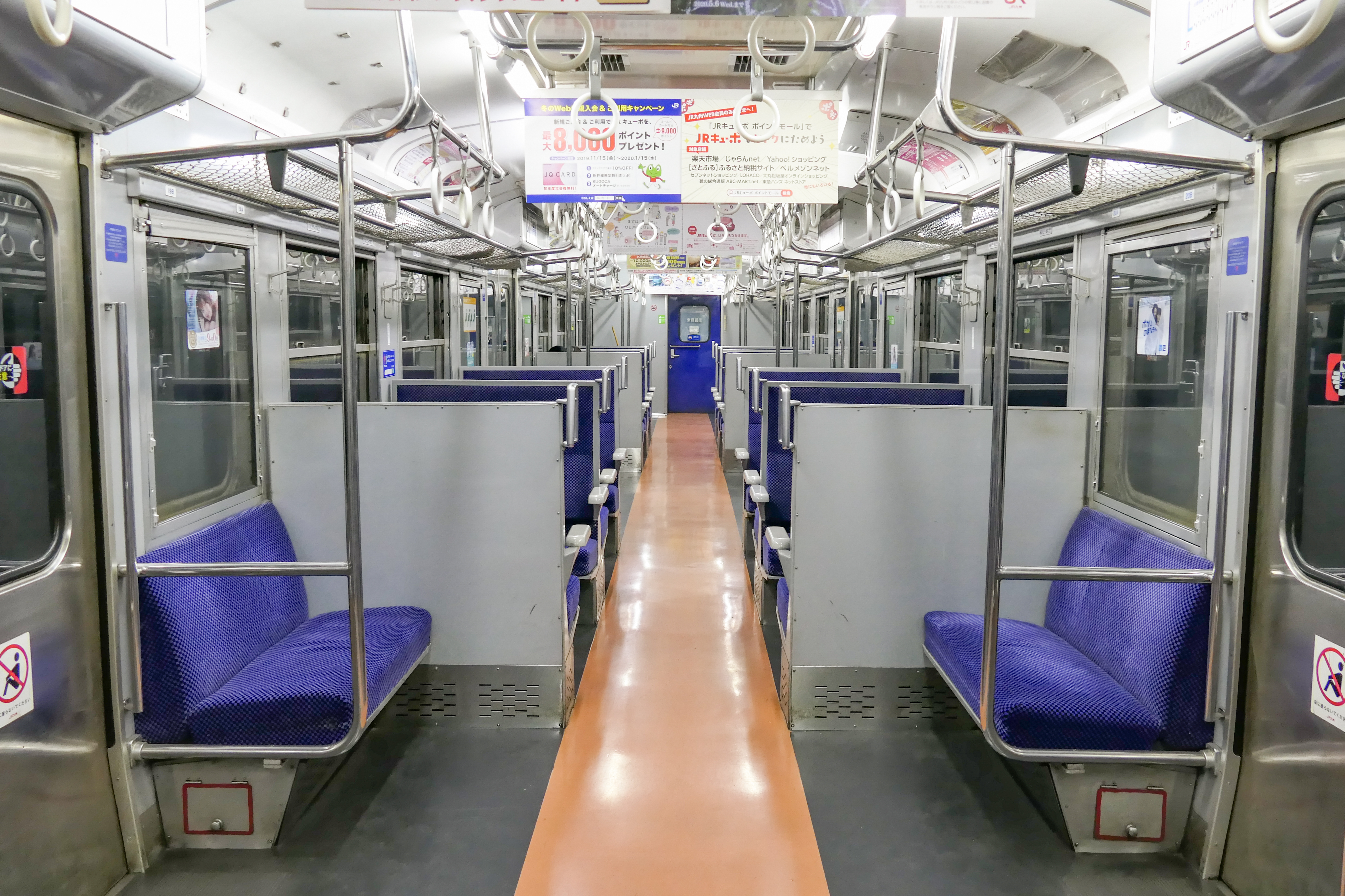
415-100 Interieur rénové JR Kyushu
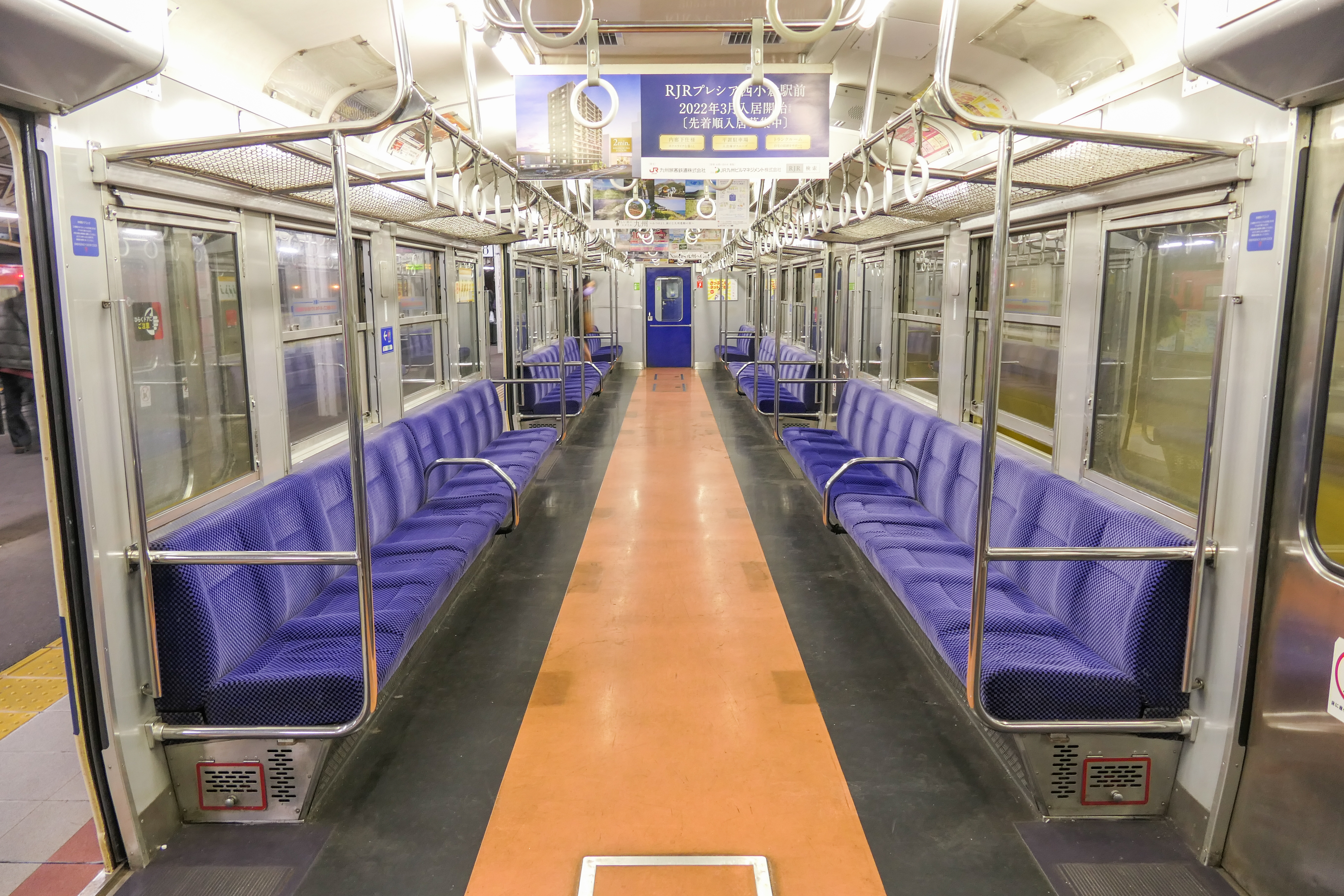
415-200 Interieur rénové et mis en longitudinal
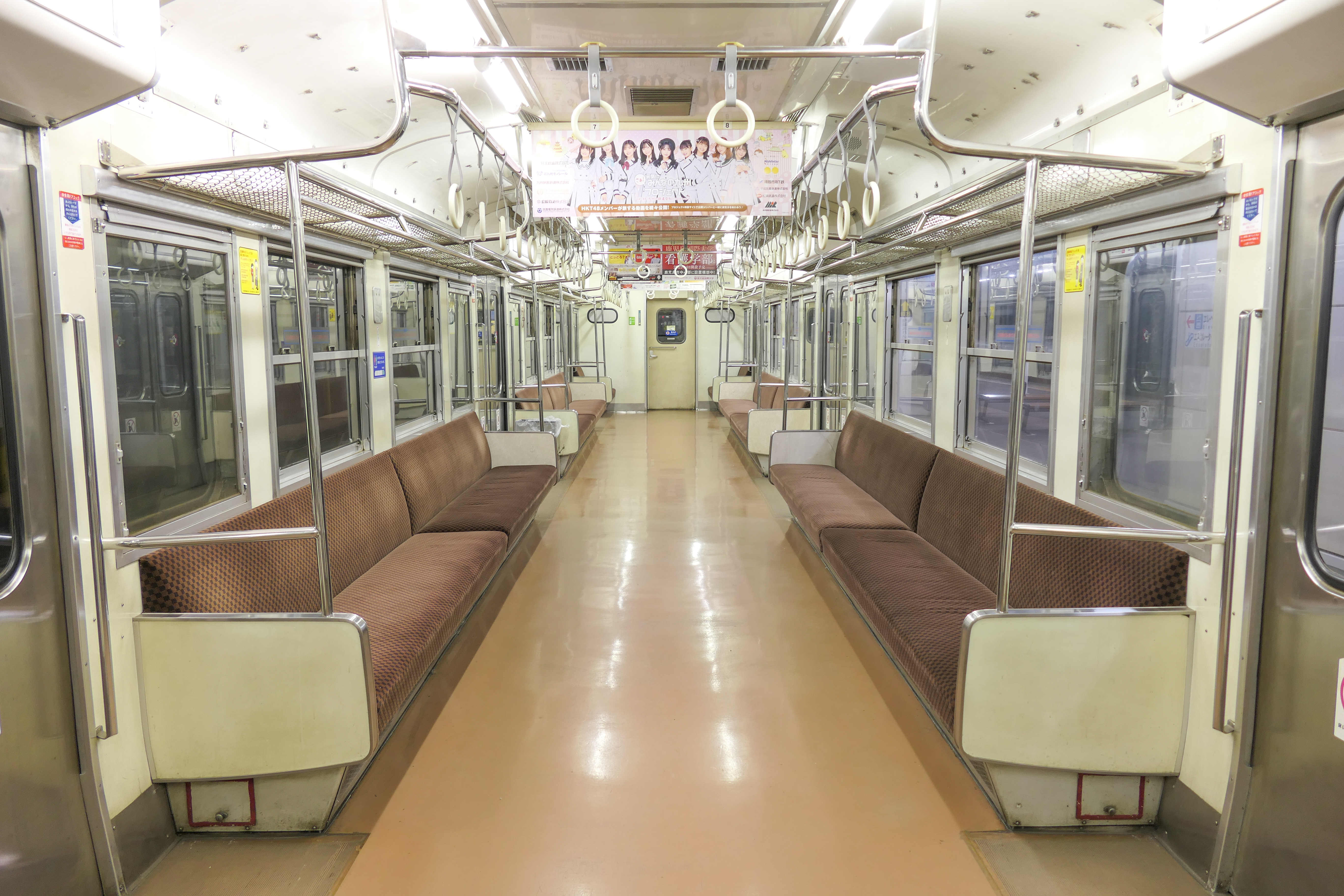
415-600 Interieur en longitudinal
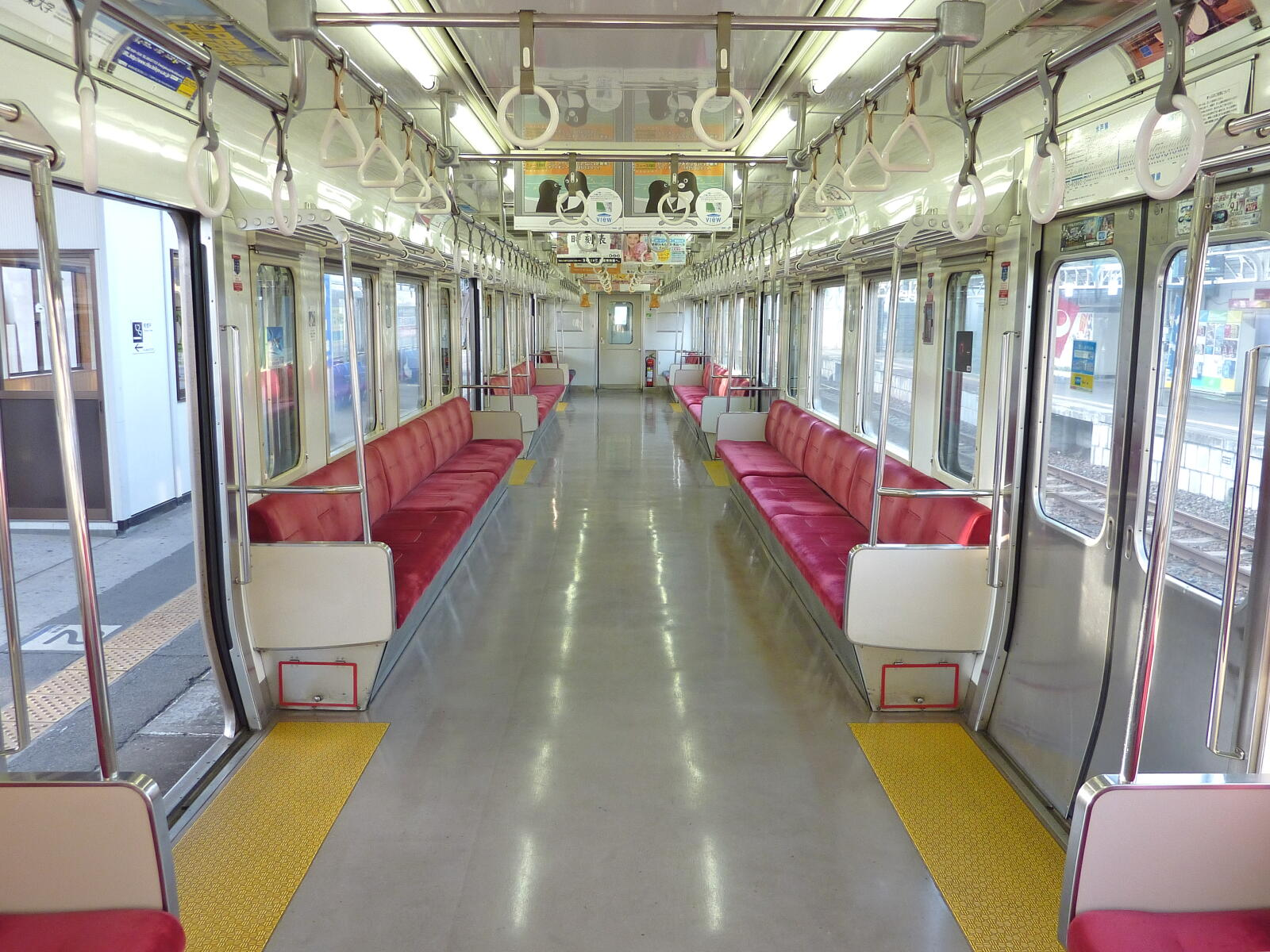
Interieur Série 415-1500 Jr East
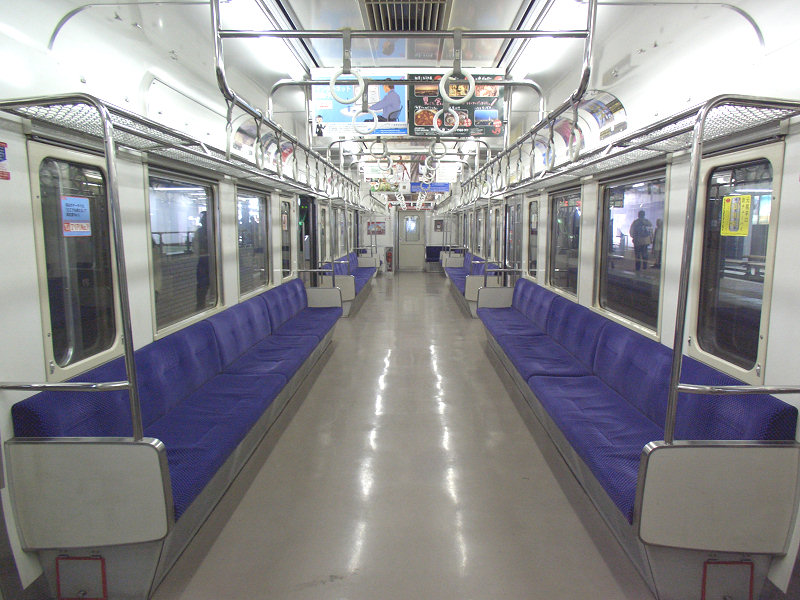
Interieur Série 415-1600 Jr Kyushu